# Liste des œuvres publiques de Charleroi
Cet article tente de recenser les principales œuvres d'art public situées au centre ville de Charleroi, en Belgique.

## Méthodologie
Cette liste ne concerne que les œuvres d'art public (sculptures, installations, etc.) accessibles depuis un espace public, en plein air ou en intérieur. Elle ne comprend pas celles qui sont présentes dans les musées en tant que pièces exposées. Elle ne comprend pas non plus les installations éphémères, le temps d'une exposition dans la ville. Ni les œuvres hors de l'ancienne ville de Charleroi.

## Ronds-points
La plupart des ronds-points de la Ville haute proposent des sculptures en leur sein, incluant quelques personnages de bande dessinée.

### Personnages de bande dessinées
- Rond-point Spirou et Fantasio (50° 24′ 45″ N, 4° 27′ 07″ E)
Rond-point situé à l'intersection de l'avenue Général Michel, du boulevard Janson, de la rue Spinois, du boulevard Mayence et du boulevard Zoé Drion ;
- Rond-point Boule et Bill (50° 24′ 54″ N, 4° 27′ 05″ E)
Rond-point situé à l'intersection du boulevard Joseph II, boulevard Zoé Drion, boulevard Dewandre et de la rue Isaac ;
- Rond-point Marsupilami (50° 25′ 03″ N, 4° 27′ 05″ E)
Rond-point situé au centre du square Jules Hiernaux.

### Autres œuvres
- Michel Delaere, rond-point du viaduc, Au Gré des Vents (2001) (50° 24′ 44″ N, 4° 26′ 11″ E) ;
- Sandrine Devos, îlot des sciences
Flèche mobile montée sur un socle de pierre bleue tournant lentement, dédiée aux hommes de science à Charleroi : Ernest Solvay,  Émile Gobbe, Émile Fourcault, Georges Lemaître et Julien Dulait. Le monument est situé sur le rond-point à l'intersection de la rue du Pont Neuf, du boulevard Devreux, de la rue Willy Ernst et du boulevard Audent (50° 24′ 30″ N, 4° 26′ 52″ E)[1] ;

### Anciennes œuvres
- Charles Delporte, Geneviève Delporte, le Chantre de la Liberté (50° 24′ 23″ N, 4° 26′ 47″ E)
Rond-point dit « des trois coqs » à l'intersection du boulevard Joseph Tirou, de la rue de l'Écluse et de la rue du Pont neuf.
Installée fin juin 1996, démontée pour les travaux du métro léger de Charleroi, notamment la création de la station de métro Tirou en avril 2009[2].
- Martin Guyaux, Passation[3] (2006)
Rond-point dit « aux mains levées », sculpture coulée en bronze de 30 tonnes, devant le palais des Beaux-Arts[4],[5] (50° 24′ 49″ N, 4° 26′ 37″ E). Monument enlevé lors de l'aménagement de l'expace au début des années 2020.

## Stations de métro
- Station Palais, Environnement habitable, œuvre monumentale de Francis Dusépulchre, projet de 1979, installé en 1983[6],[7].
- Station Waterloo (hall des guichets), œuvre murale de Marc Feulien[7] réalisée en 1982[8].

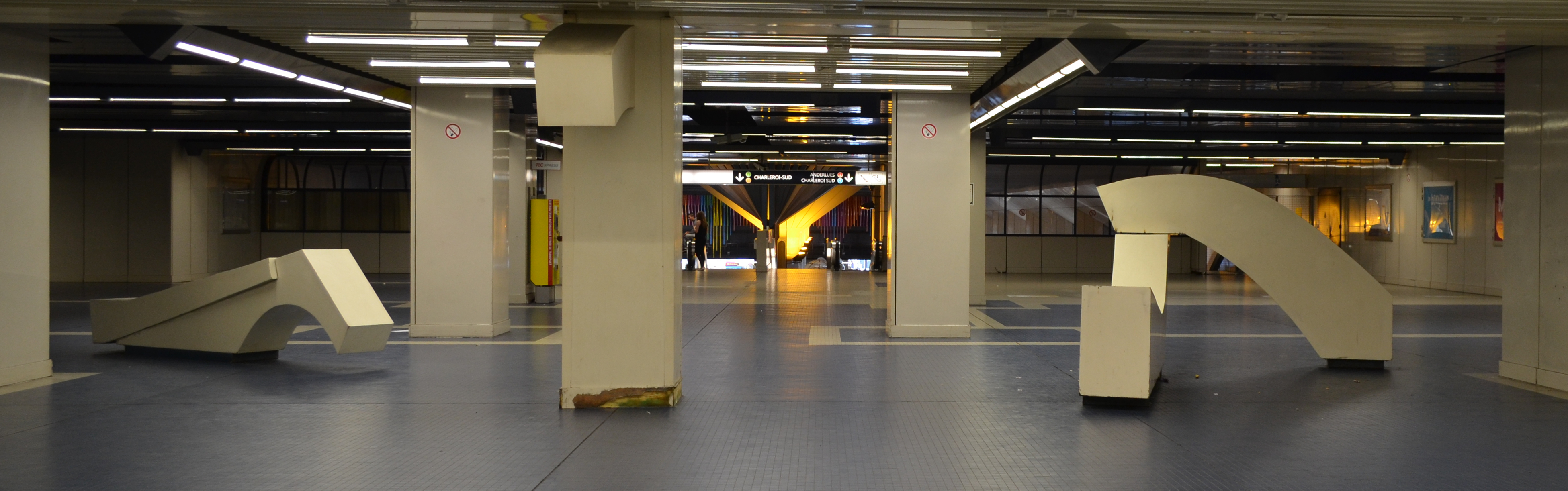
Francis Dusépulchre, Environnement habitable à la station Beaux-arts. L'œuvre est enlevée lors des travaux d'aménagement au début des années 2020.

- Station Waterloo (au niveau des quais), œuvre murale de André Goffin[7] réalisée en 1980.
- Station Janson, galerie de portraits dessinés présentant des personnages d'une cinquantaine de séries parues dans l'hebdomadaire Spirou.
- Station Parc, céramiques réalisées par Maurice Joly[7] et courte histoire « Les Daltons prennent le train » en 22 vignettes sur tôles émaillées réalisés en 1996 à l'occasion du cinquantenaire de Lucky Luke du dessinateur Morris. Les revêtements muraux en carrelage et le mobilier de la station s'inspirent des décors des aventures de Lucky Luke.
- Station Ouest, onze céramiques réalisées par Maurice Joly qui reproduisent des aquarelles de Charles Szymkowicz présentant des paysages toscans[9],[7].

## Parc Astrid
Le Parc Astrid, datant de la fin du XIXe siècle, est délimité par les Rue du Parc, Rue Willy Ernst, boulevard Audent et boulevard De Fontaine (50° 24′ 34″ N, 4° 26′ 52″ E). Il comporte au centre un kiosque à l'anglaise. Avant les travaux d'aménagement à la fin des années 2010, il comportait les statues suivantes :
| Illustration | Titre / sujet de la statue | Sculpteur et date        |
| ------------ | --- | ------------------------ |
|              | Buste d'Astrid de Suède | Victor Demanet, 1937     |
|              | Monument aux morts en l'hommage des soldats des 1er et 4e régiments de Chasseurs à pied morts lors de la Première Guerre mondiale. | Edouard Vereycken (en)   |
|              | Au pigeon soldat | Alphonse Darville, 1951  |
|              | Buste de Victor Bourgeois. Disparu.                                                                                                | Frans Lambrechts.        |
|              | Buste de François-Joseph Navez (disparu)                                                                                           | Jean Hérain.             |
|              | Statue équestre de Lucky Luke, monté sur Jolly Jumper. Disparu.                                                                    |                          |
|              | Buste de Pierre Paulus. Disparu.                                                                                                   | Alphonse Darville, 1930. |

## Palais de justice
Le palais de justice de Charleroi et le parc Jacques Depelsenaire abritent les sculptures suivantes :
- Arches en acier Corten devant l'ancien musée du verre, aujourd'hui extension du palais de Justice (50° 24′ 45″ N, 4° 26′ 59″ E) ;
- Sculpture en hommage à Albert Ier dans le parking du tribunal (50° 24′ 44″ N, 4° 26′ 59″ E) ;
- Sculptures représentant deux lions stylisés (rappel moderne de Totor et Tutur par Michel Stiévenart) dans le parking du tribunal[réf. nécessaire] (50° 24′ 40″ N, 4° 26′ 56″ E) ;
- Sculpture dédiée aux valeurs de justice et de paix par Alphonse Darville à l'entrée par l'arrière du tribunal (50° 24′ 41″ N, 4° 26′ 53″ E), côté boulevard De Fontaine ;
- Deux sculptures métalliques d'André Hupet (1922-1993) datant de 1964, apposées sur le haut des façades côté avenue Général Michel (50° 24′ 38″ N, 4° 27′ 00″ E) ;
- Deux sculptures de lions par Antoine-Félix Bouré, surnommés Totor et Tutur par le journaliste Louis Buffquin des Essarts dans la chronique judiciaire du Journal de Charleroi[13] (50° 24′ 44″ N, 4° 26′ 55″ E).
- Hommage à Georges Lemaître par Jean-François Diord, œuvre installée sur un plan d'eau devant l'ancien musée du verre, aujourd'hui extension du palais de Justice (50° 24′ 44″ N, 4° 27′ 00″ E).

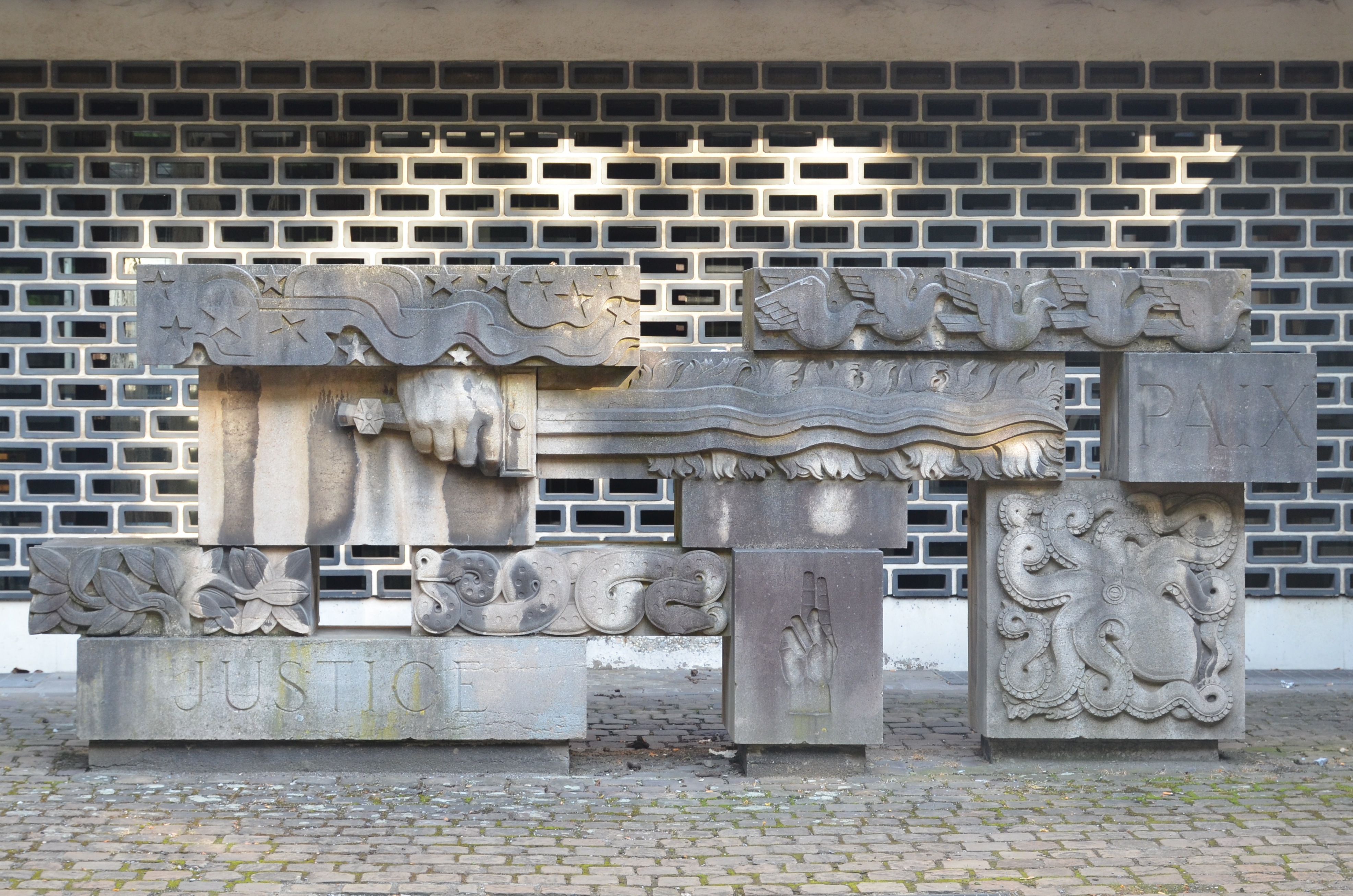
La Justice par Alphonse Darville.
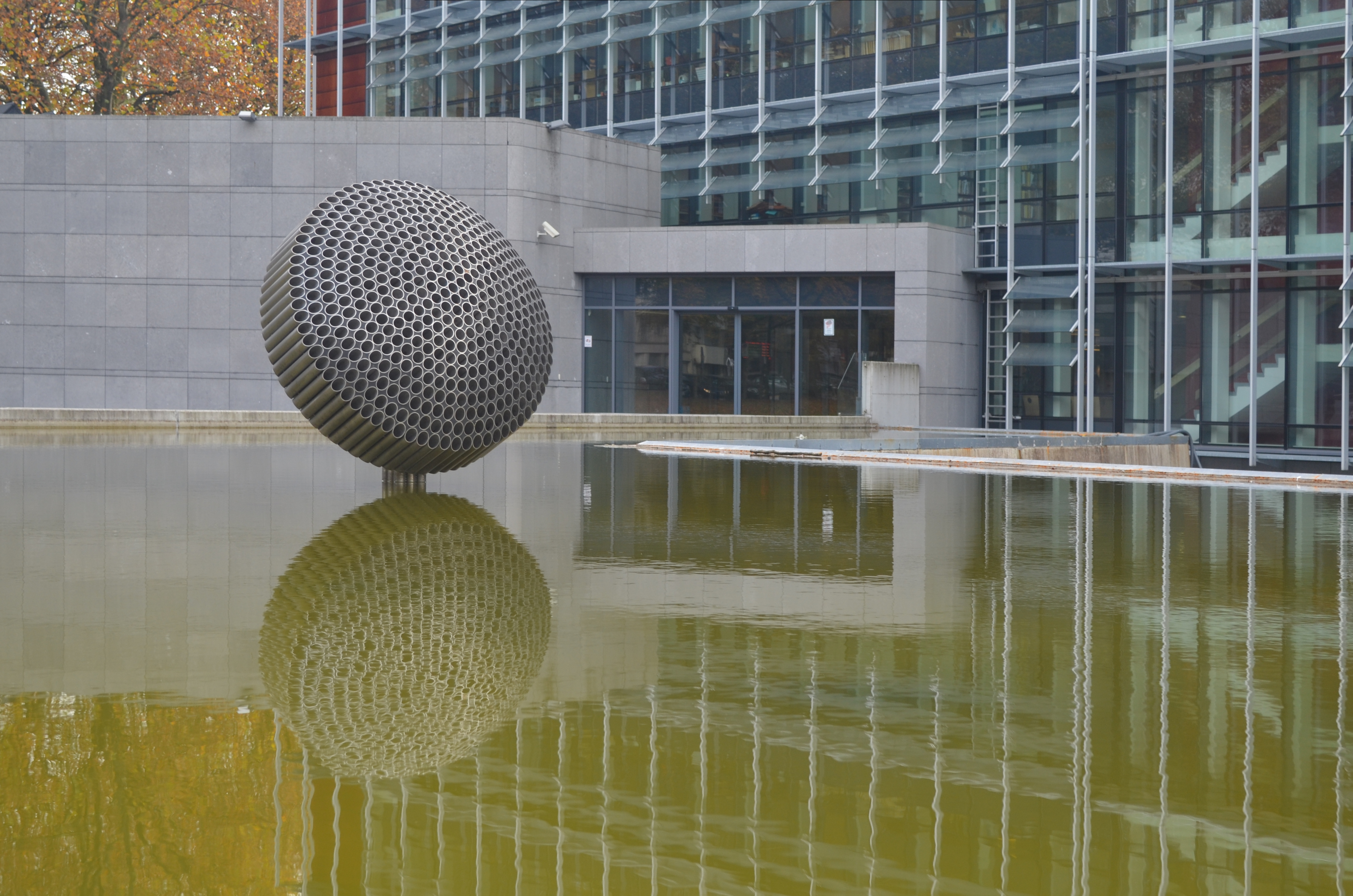
Hommage à Georges Lemaître. Œuvre de Jean-François Diord.
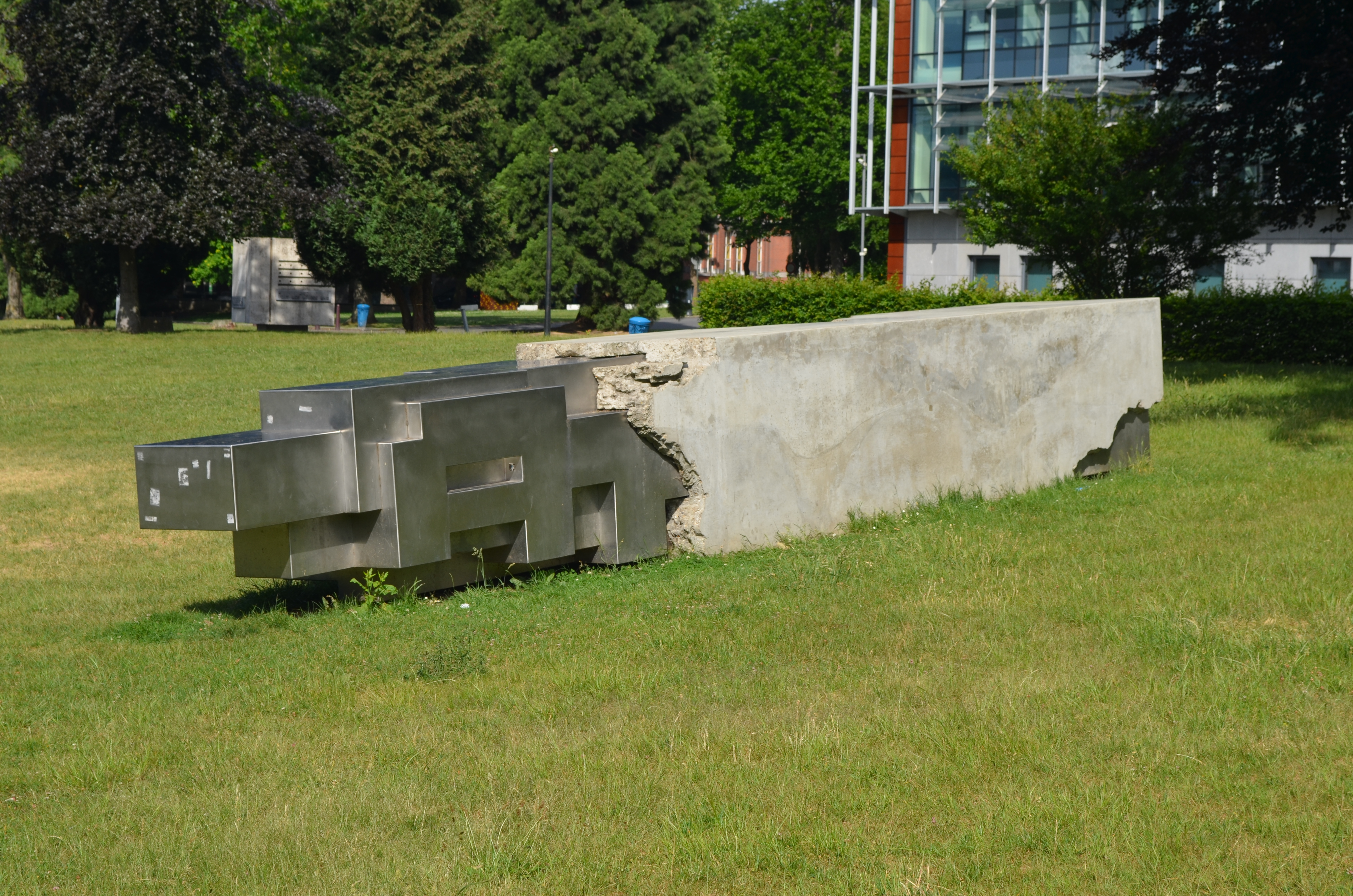
Œuvre de Boris Tellegen (Asphalte 2014).

## Gare de Charleroi

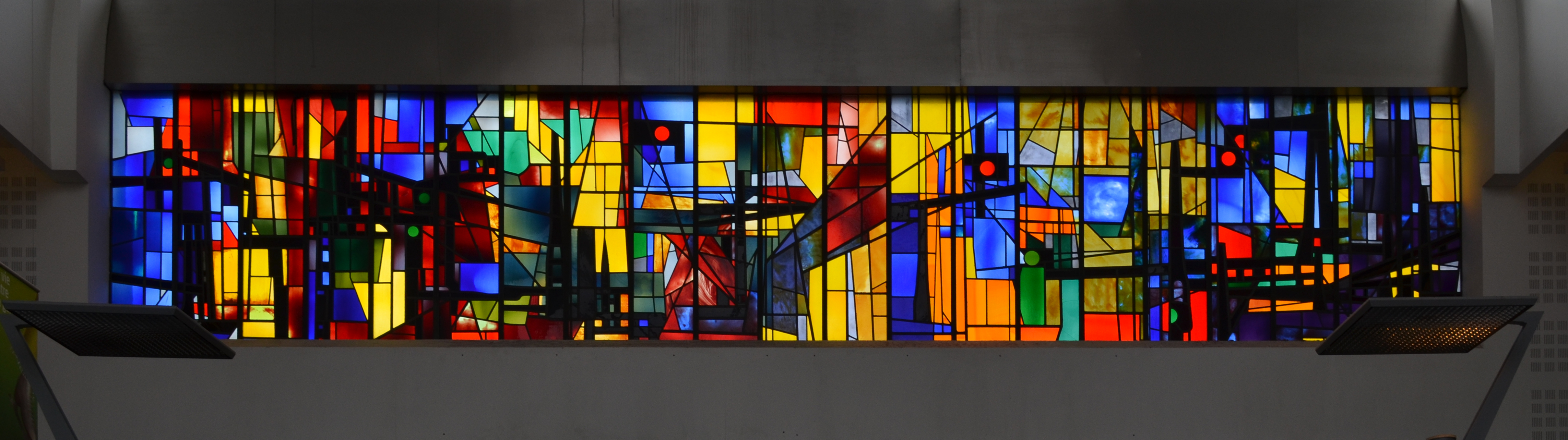
Vitrail de Maurice Carpet.

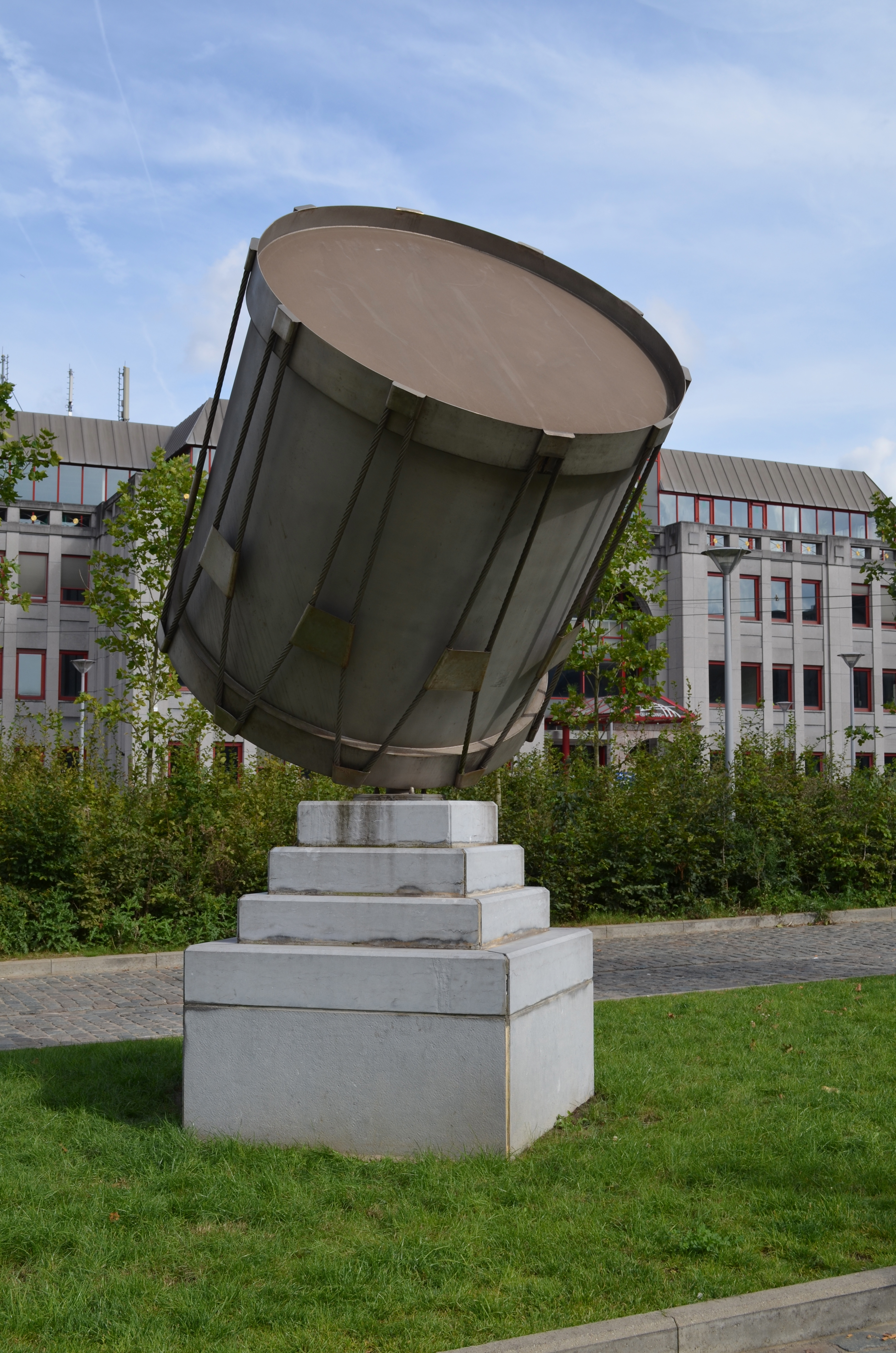
Monument aux Armées françaises.
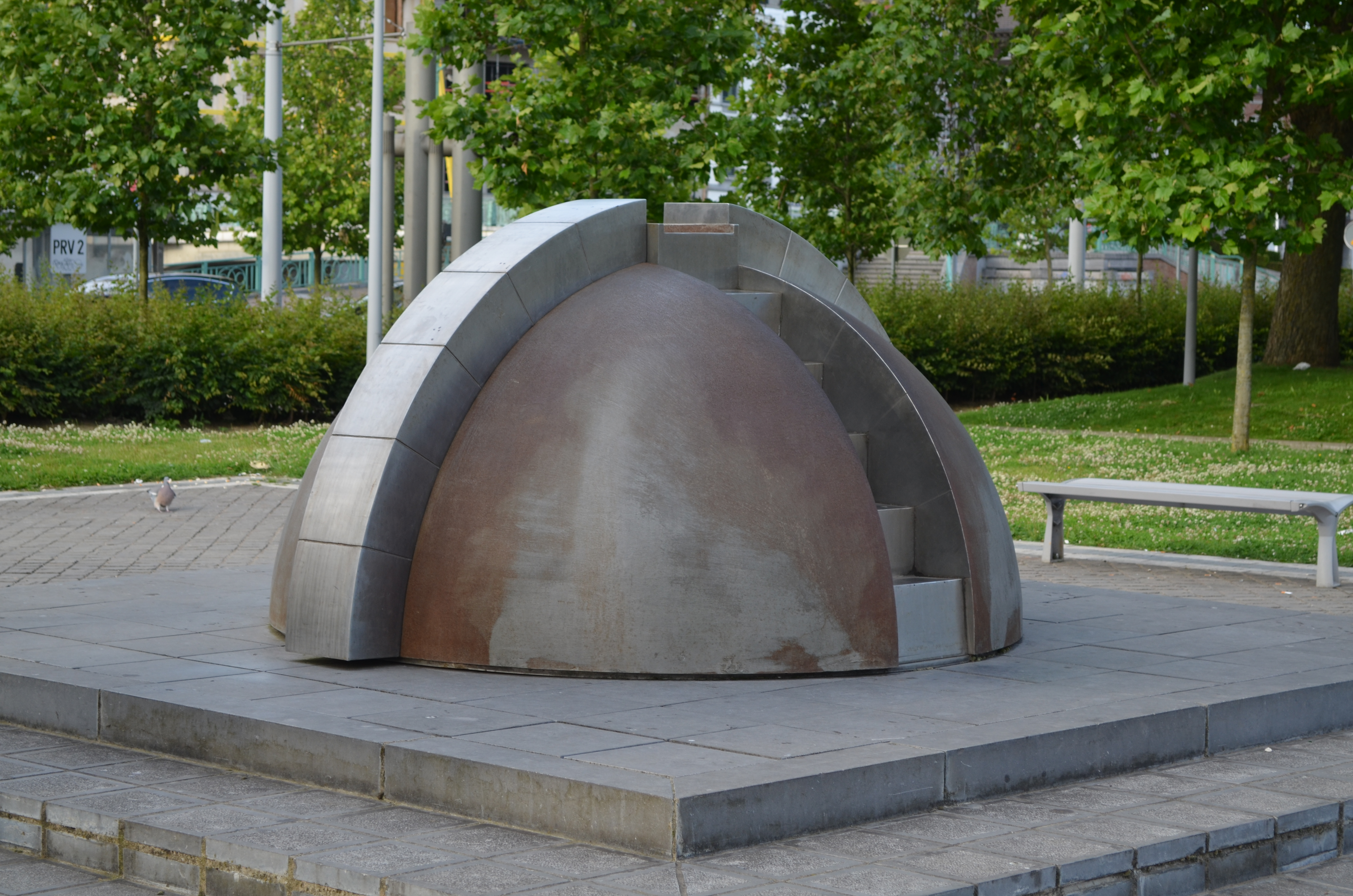
Ancienne fontaine.

- « Monument aux Armées françaises », inauguré le 19 septembre 1997, tambour en métal placé sur un socle en pierre, inspiré d'une sculpture du Japonais Isamu Noguchi érigée à New York[14] (50° 24′ 19″ N, 4° 26′ 21″ E). Le monument ainsi que l'ancienne fontaine sont enlevés lors des travaux d'aménagement de l'espace au début des années 2020.
- Vitrail dans la salle d'attente, signé Maurice Carpet et daté de 1964[15].
- Spirou et Spip devant l'entrée principale de la gare.

## Autres œuvres

### Ville basse
- El Nino 76. Peinture murale « Rising Sun » à la place François Rucloux (50° 24′ 26″ N, 4° 26′ 19″ E). Le bâtiment sur laquelle l'œuvre est peinte est démoli le 29 décembre 2020, plusieurs mois après avoir été victime d'un incendie.
- Georges Boulmant (1914-2004) et Zéphir Busine (1916-1976). Peinture murale datant de 1953 dans le café de Notre Maison au boulevard Joseph Tirou[16] (50° 24′ 54″ N, 4° 27′ 05″ E) ;
- Charles Delporte, « saint Fiacre », sculpture de 1956 placée au-dessus de la porte de la chapelle homonyme située boulevard Joseph Tirou (50° 24′ 32″ N, 4° 26′ 24″ E) ;
- Harry Elstrøm (1906-1993). Bas relief représentant une Vierge à l'enfant et trois ouvriers, un mineur, un sidérurgiste et un potier sculpté sur l'angle de l'immeuble Notre-Maison au boulevard Joseph Tirou[16] (50° 24′ 54″ N, 4° 27′ 05″ E) ;
- Martin Guyaux, « Colonne Martin Ankh », colonne en fonte devant l'esplanade des bâtiments du service public fédéral finances dits « cité des finances »(50° 24′ 25″ N, 4° 26′ 14″ E)[17] ;
- Constantin Meunier, le « forgeron » et le « mineur », bronzes installés sur le pont Roi Baudouin, copies de ceux du Monument au Travail à Bruxelles (50° 24′ 21″ N, 4° 26′ 20″ E) ;
- Charles Szymkowicz, « Femme et enfant dans la ville », fresque murale en deux exemplaires (50° 24′ 42″ N, 4° 26′ 15″ E) attenant au rond-point délimité par l'avenue de l'Europe, l'avenue de Alliés, la rue du Grand Central et la route de Mons, aux entrées de la station Ouest du métro de Charleroi ;
- Ancre (50° 24′ 19″ N, 4° 26′ 49″ E) sur le quai du Brabant, à l'intersection de l'accès au ring et au chemin de halage;
- Lab[au], « 365 », (50° 24′ 23″ N, 4° 26′ 28″ E) œuvre située sur la toiture du Quai 10, composée de 8 caractères alphanumériques produite en 2016.

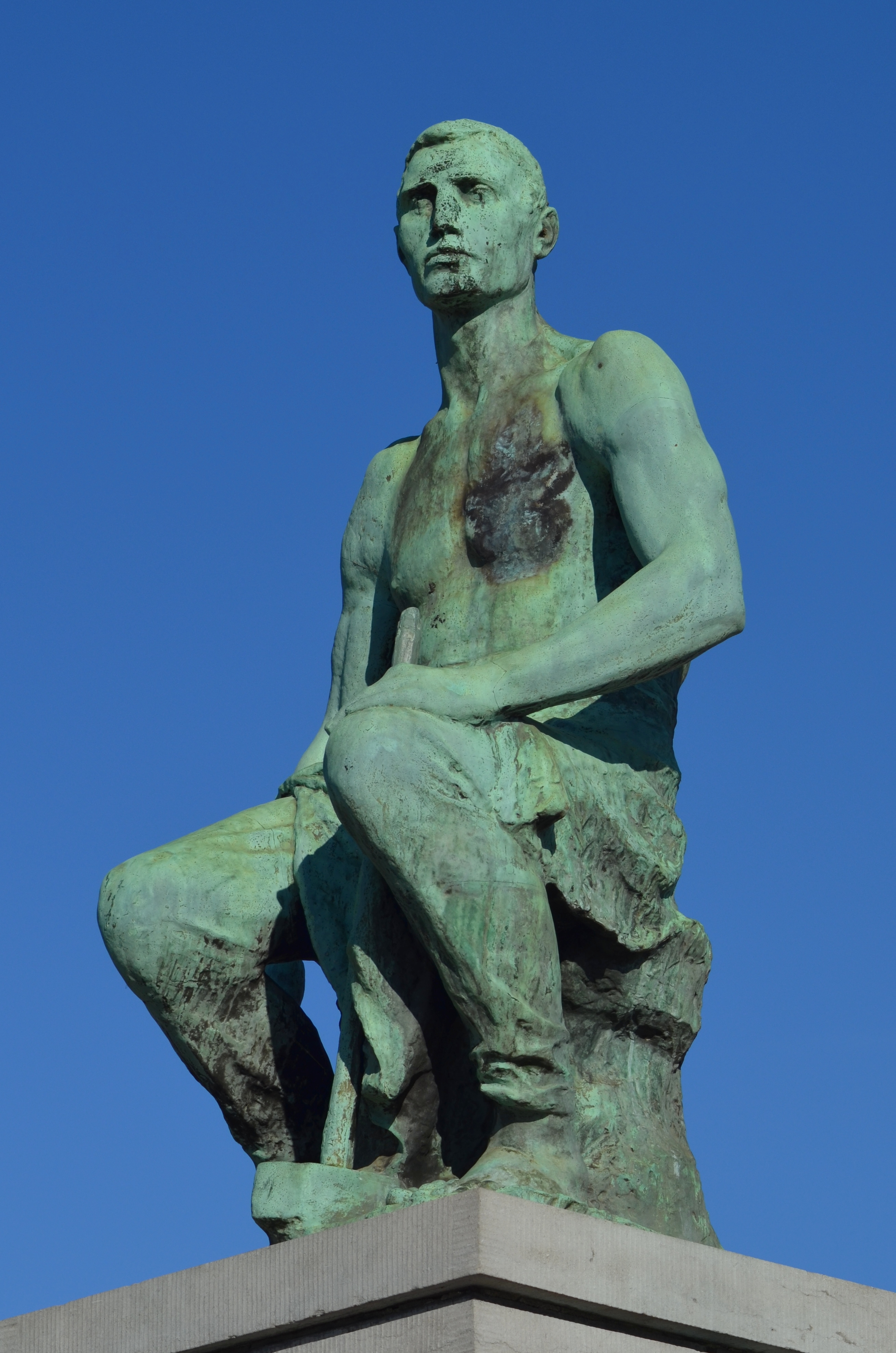
Le forgeron, par Constantin Meunier.
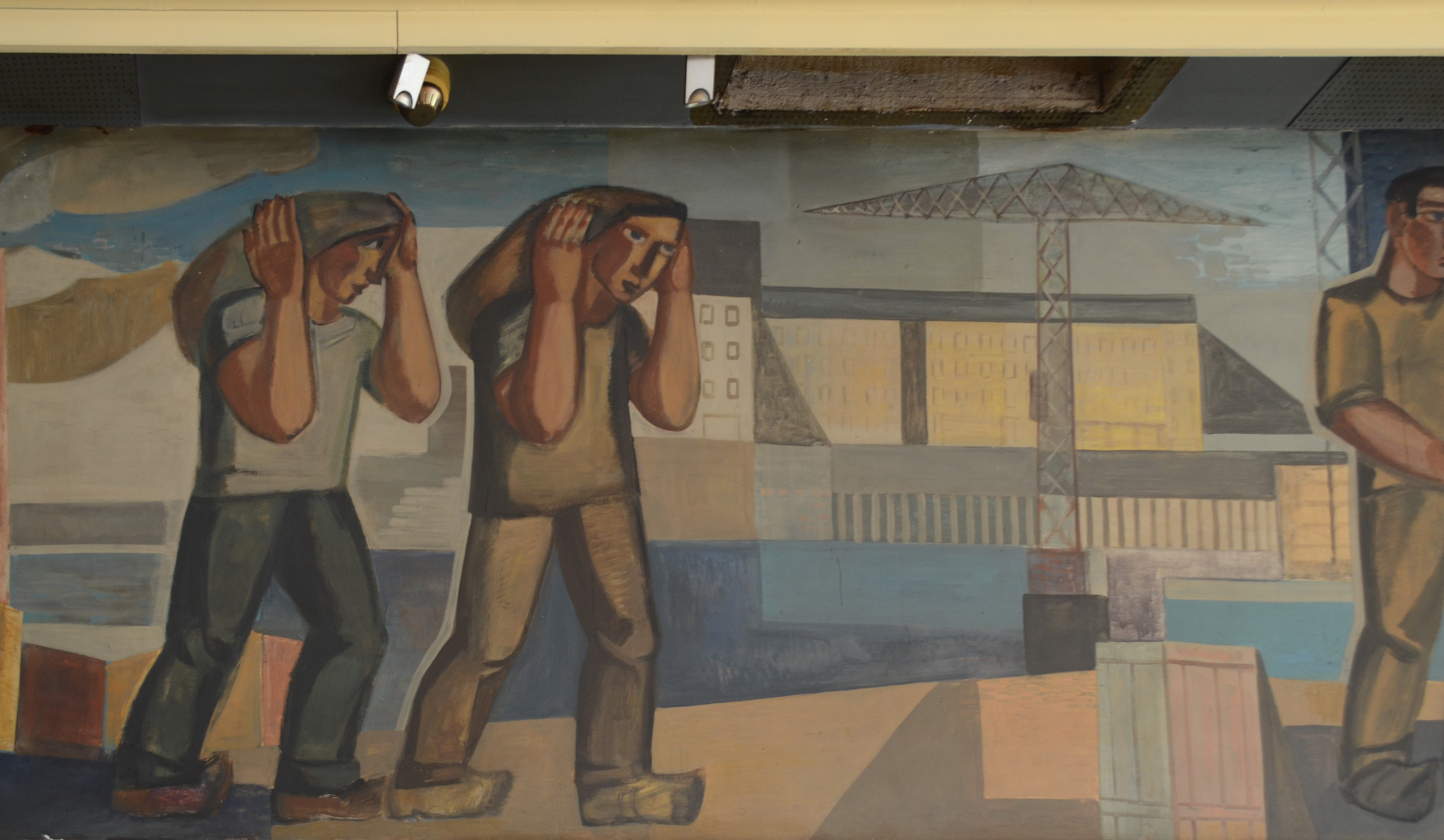
Peinture dans le café de Notre-Maison par Georges Boulmant et Zéphir Busine.
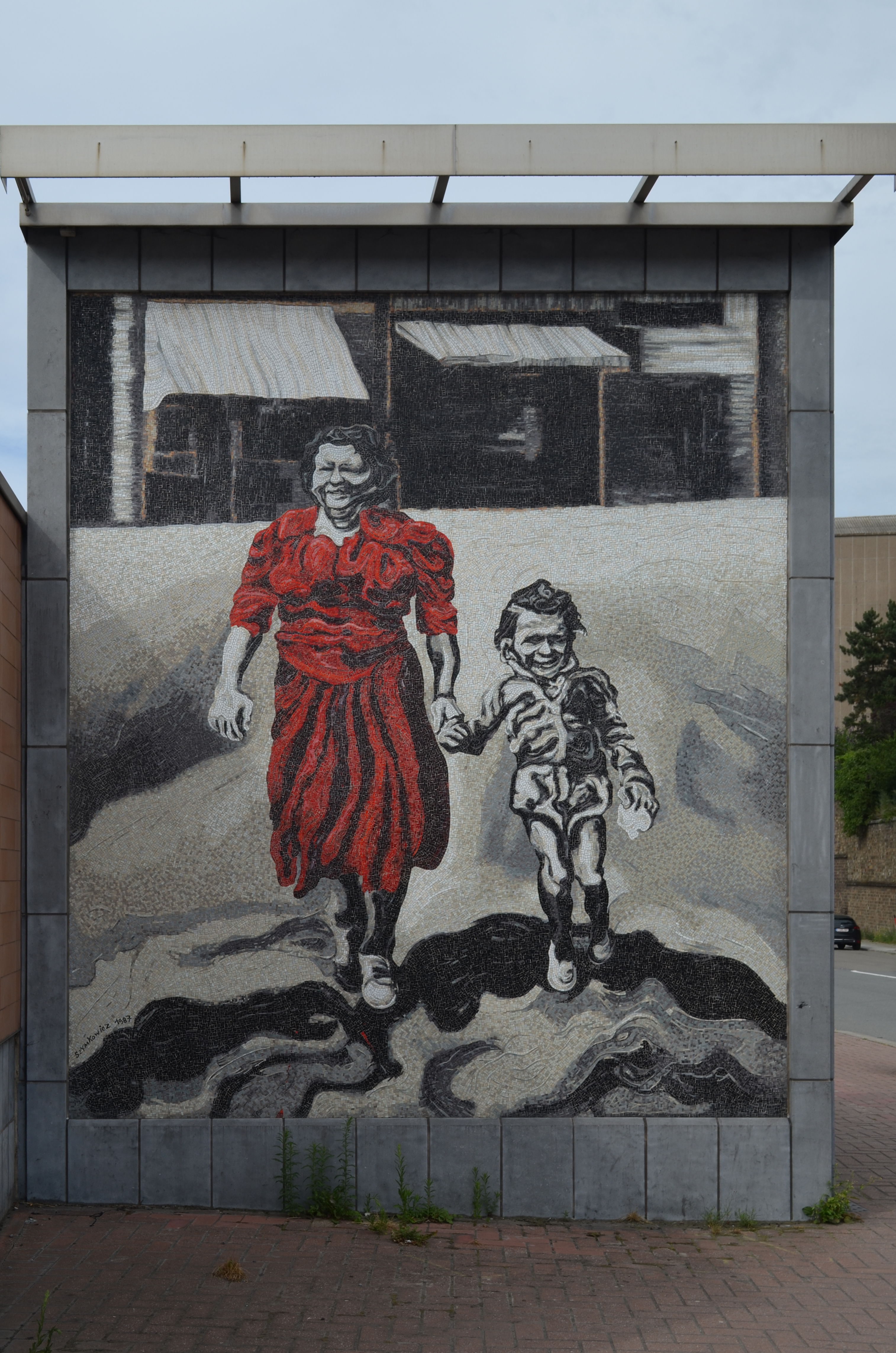
Femme et enfant dans la ville, par Charles Szymkowicz.
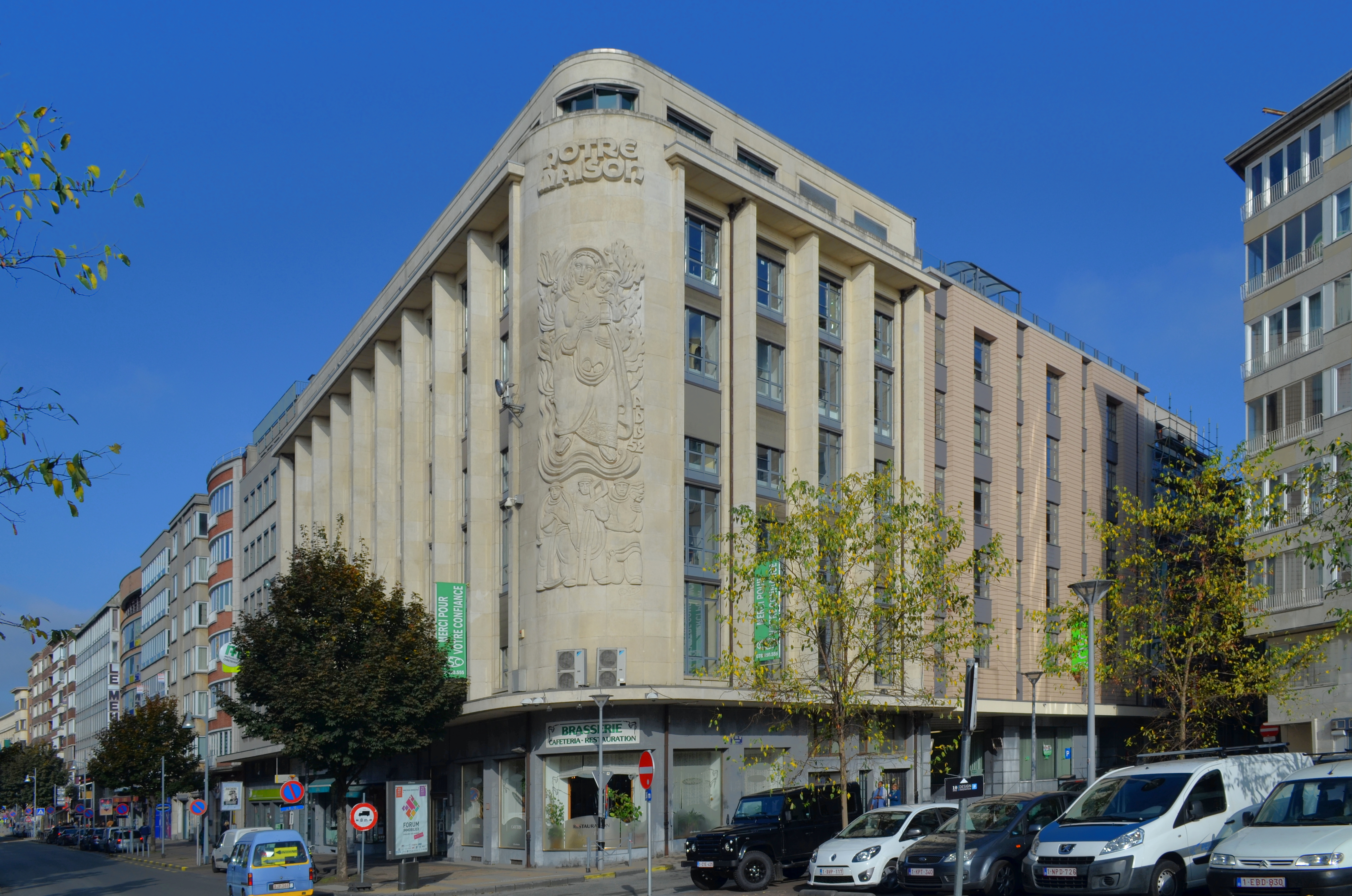
Bas relief sur l'immeuble Notre-Maison par Harry Elstrøm.
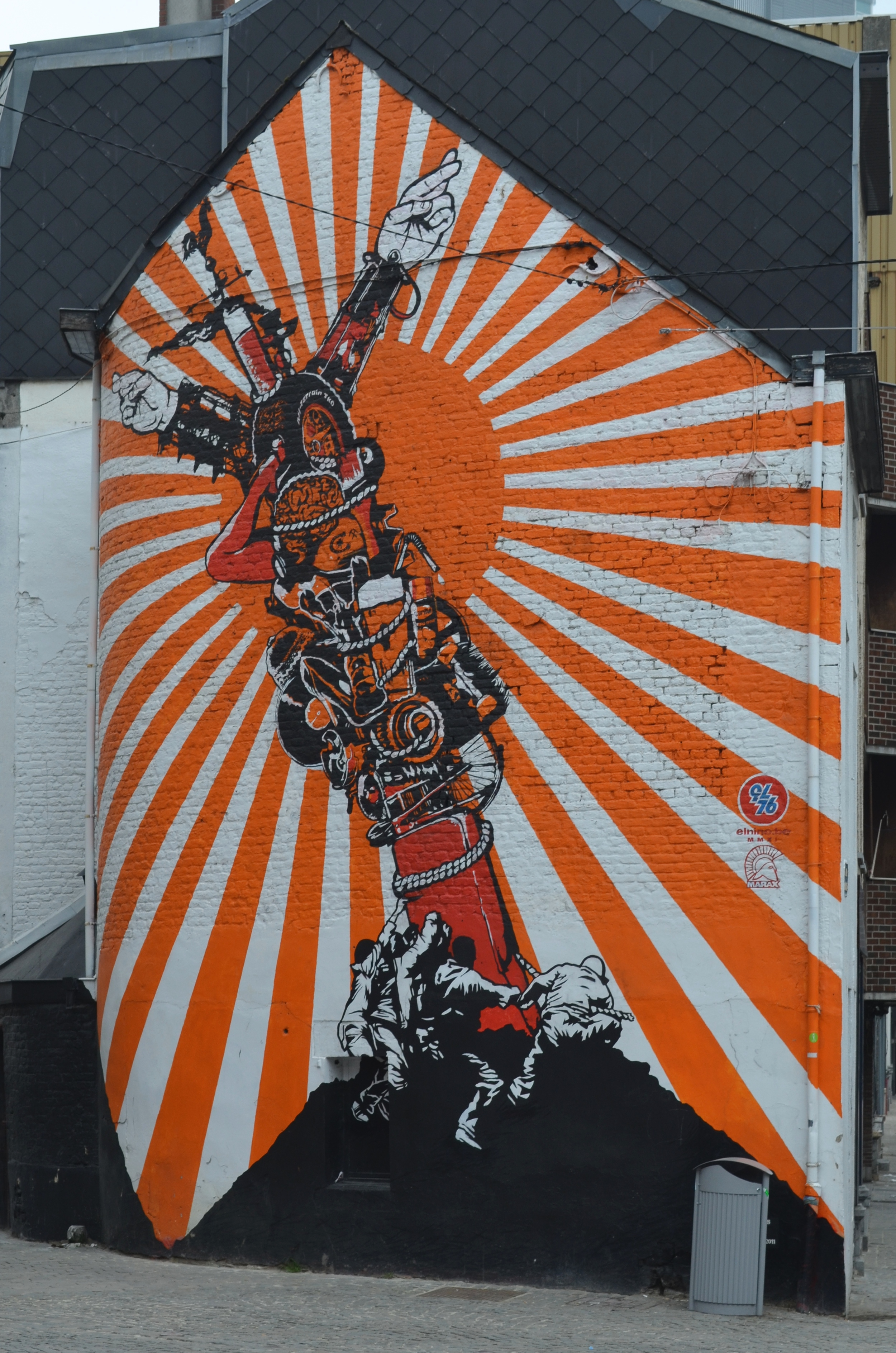
Rising Sun, par El Nino 76.
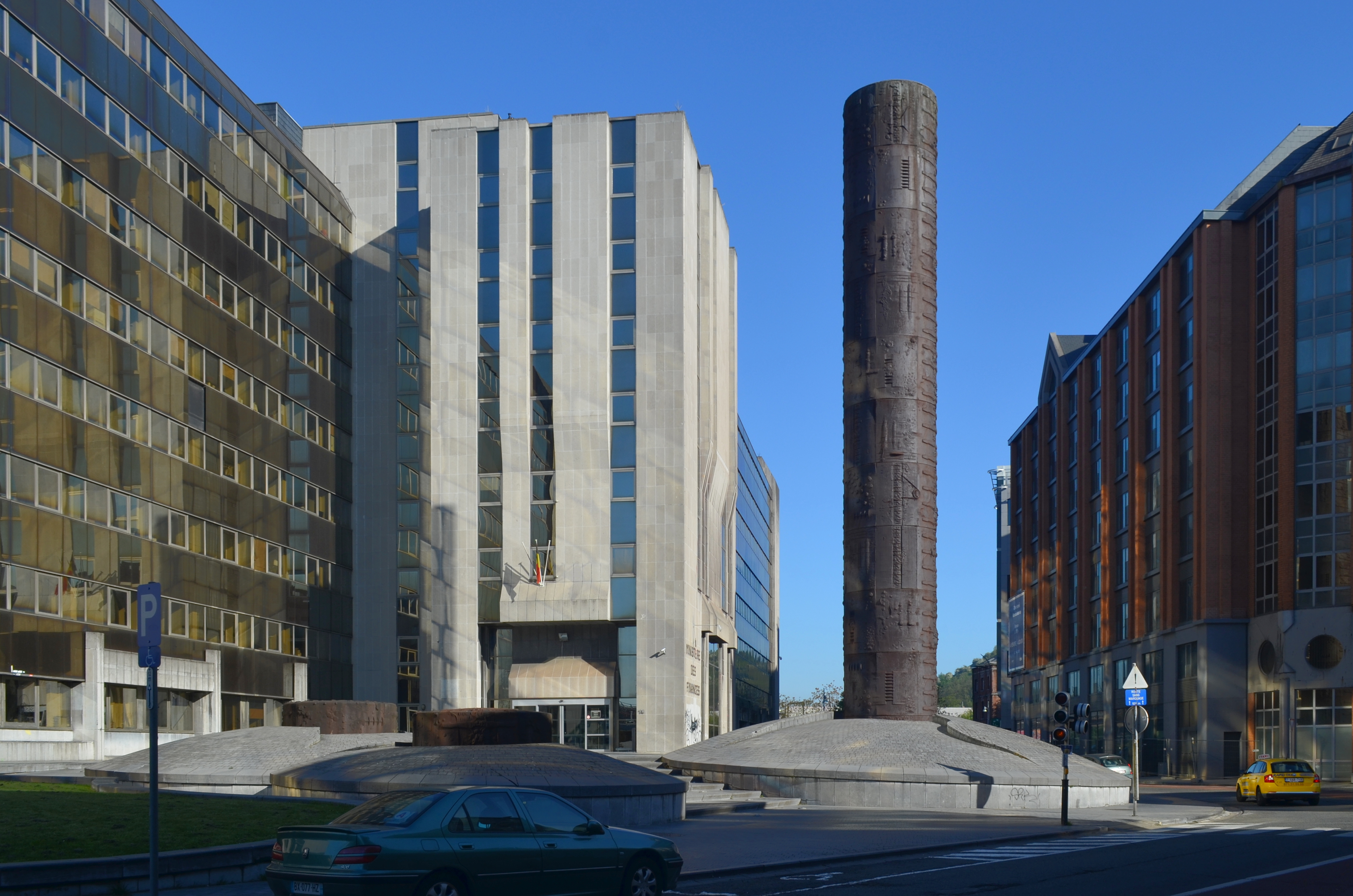
Colonne Martin Ankh.

### Ville haute
- Alphonse Darville, quatre bas-reliefs accrochés dans la contrescarpe Alphonse Darville, escalier reliant la rue de la Montagne à la rue de l'Escalier (50° 24′ 39″ N, 4° 26′ 37″ E). 
Ces bas-reliefs étaient initialement accrochés dans le Passage de la Bourse[18] ;
- Armand Bonnetain, buste de Paul Pastur devant l'entrée des bâtiments du CPAS, boulevard Joseph II (50° 24′ 57″ N, 4° 27′ 10″ E) ;
- Alphonse Darville, Monument à Jules Destrée (50° 24′ 37″ N, 4° 26′ 35″ E) à l'intersection de la rue de la Montagne et du boulevard Audent, à la fin de ce dernier boulevard ;
- Silvio Gigli, peinture murale Jacques Bertrand sur la pignon droit de la Maison du tourisme sur la place Charles II[19] ;
- Jules Vanderstock, plaque en l'honneur de Jacques Bertrand (50° 24′ 40″ N, 4° 26′ 36″ E) sur la place du Bourdon ;
- Jules Vanderstock, plaque en l'honneur d'Émile Tumelaire au début de la rue homonyme ;
- Charles De Rouck, bas-reliefs présentant les arts au-dessus des portes d'entrées principales du palais de beaux-arts.
- Jean Stalport, sculptures présentant les arts au-dessus des portes d'entrées principales du Palais des beaux-arts de Charleroi|palais de beaux-arts.
- Place Verte, Gaston Lagaffe et sa Fiat 509.

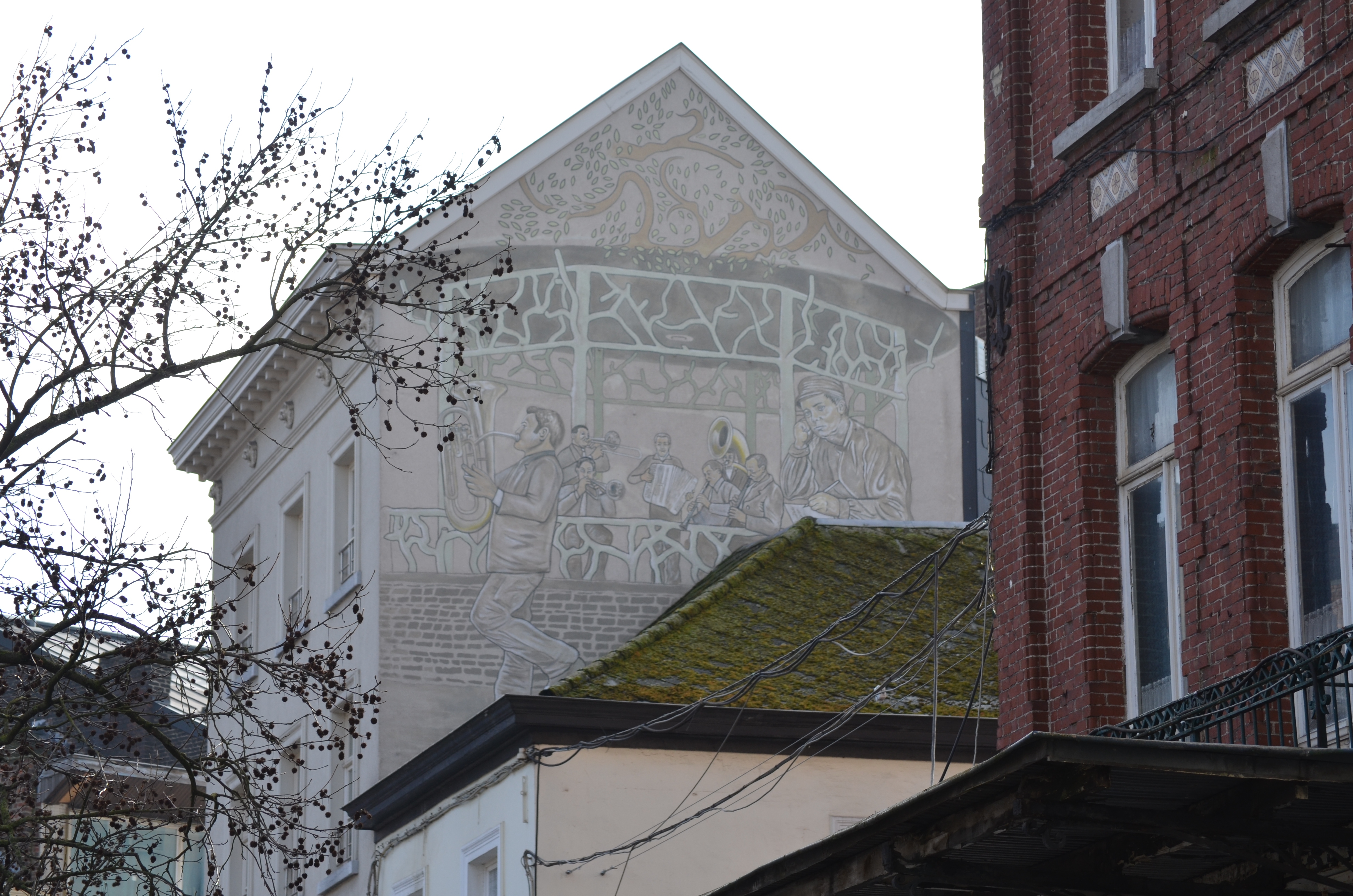
Peinture murale par Silvio Gigli sur le pignon de la Maison du tourisme.
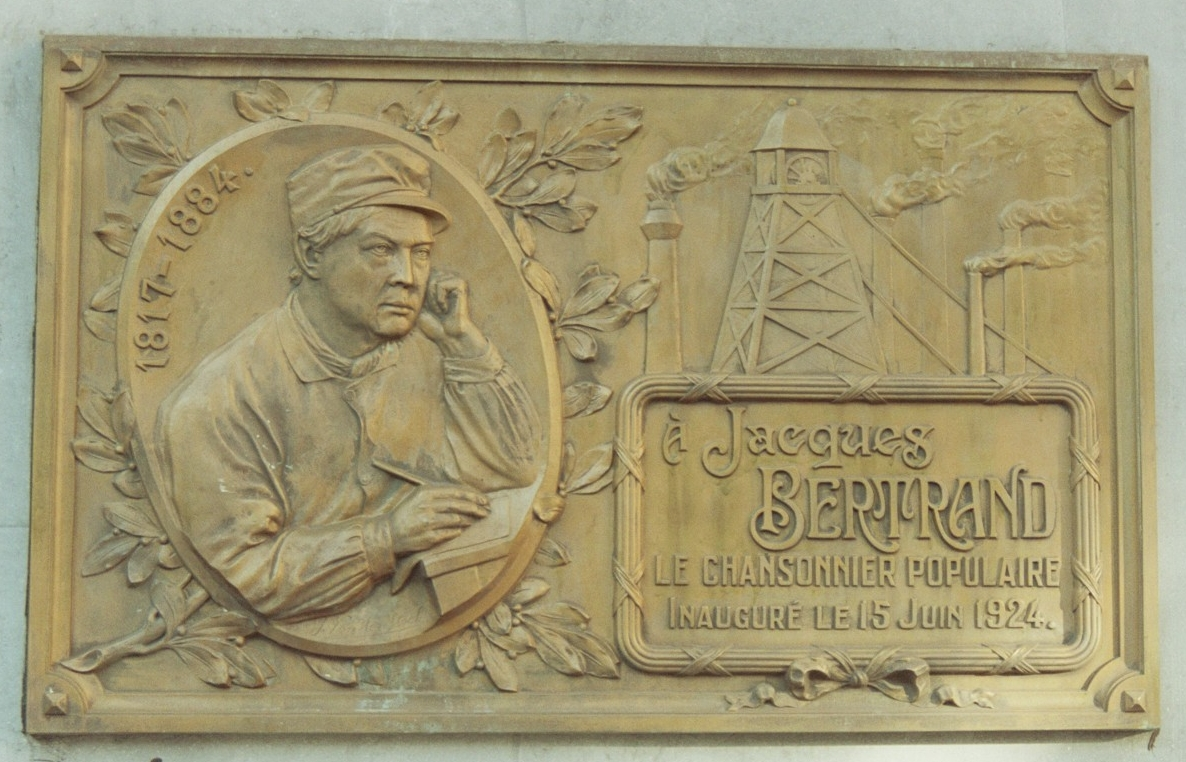
Jacques Bertrand par Jules Vanderstock.
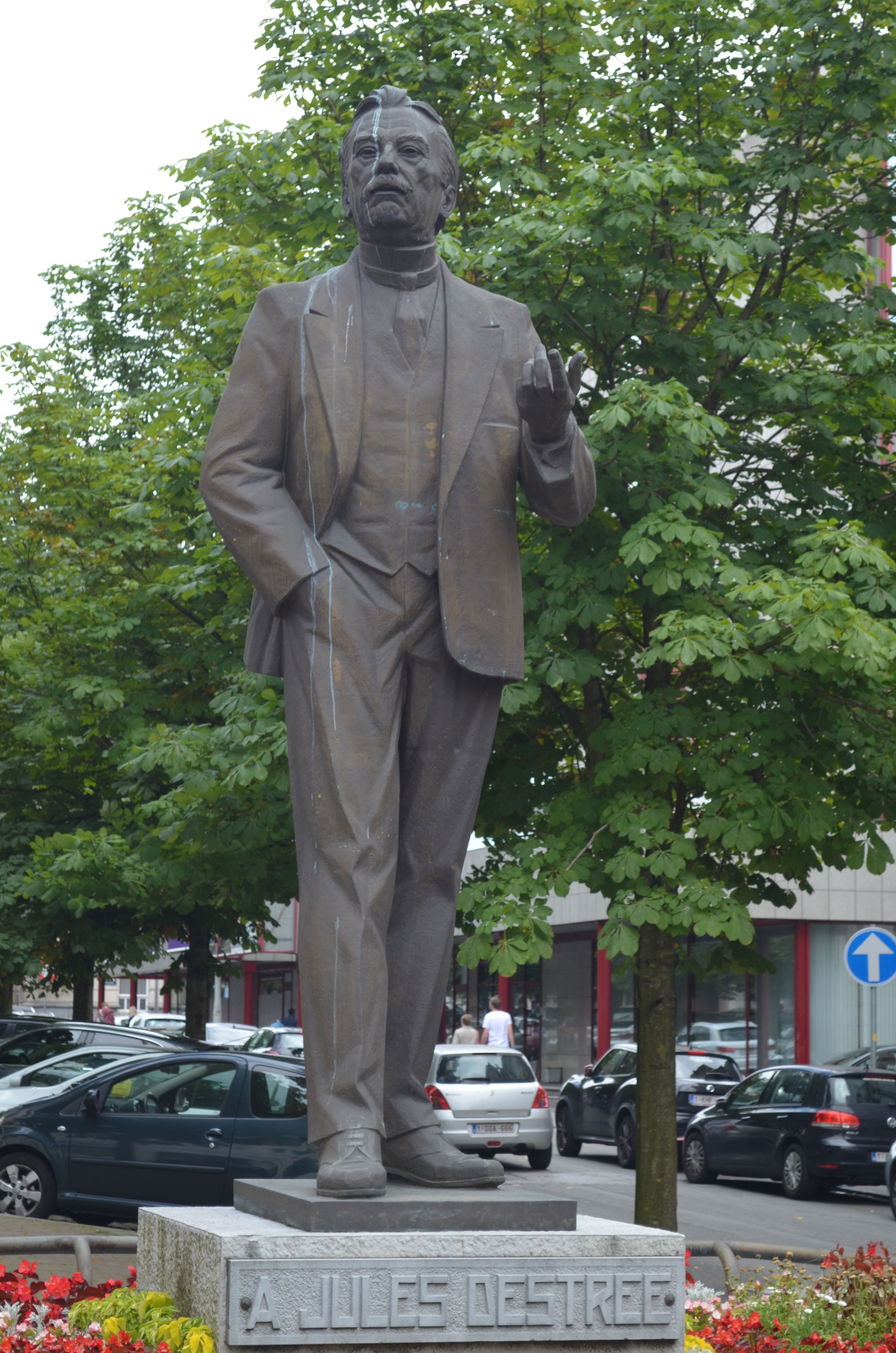
Jules Destrée par Alphonse Darville.
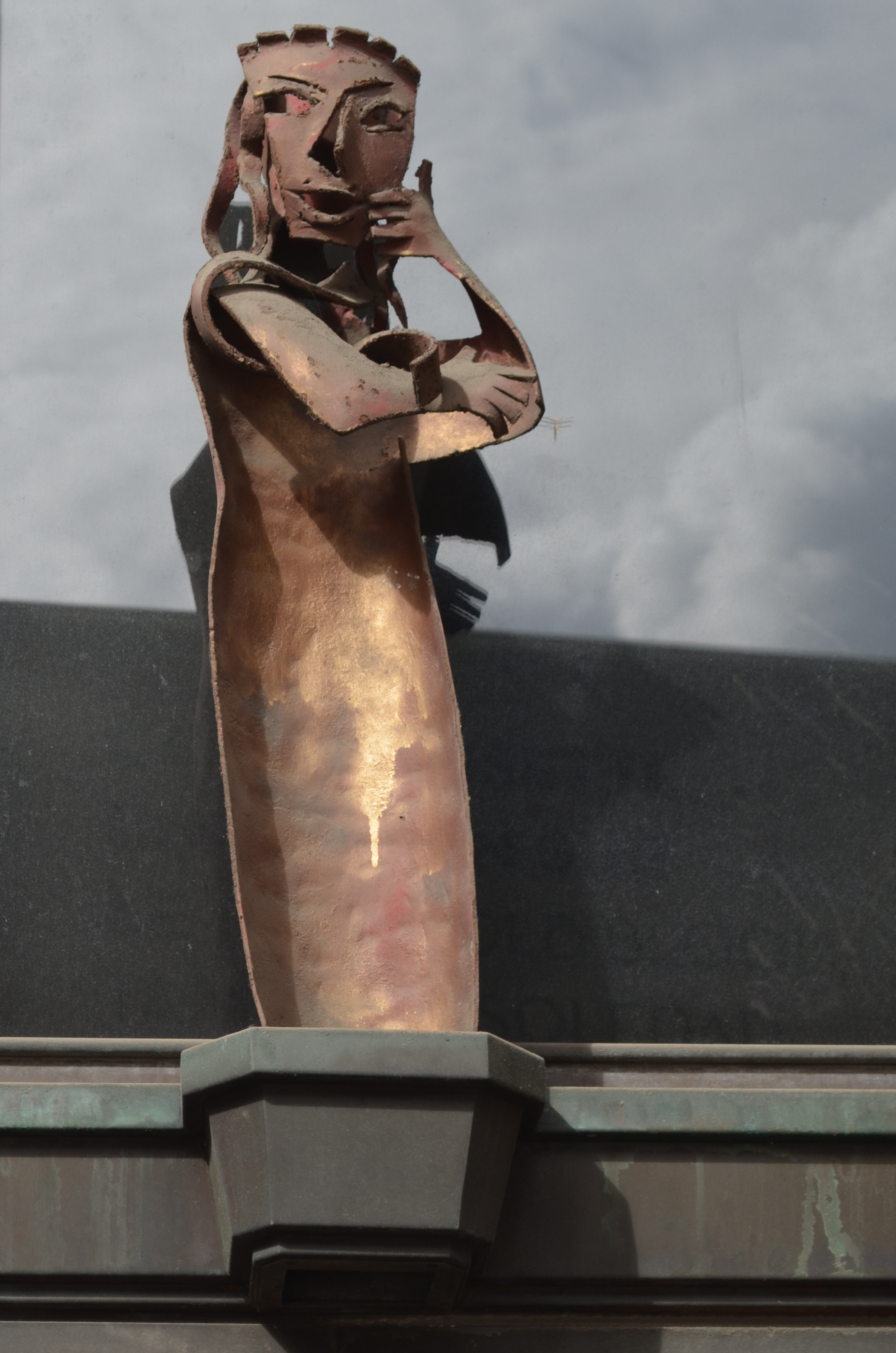
«Comédie» par Jean Stalport.

### Ville haute (Université du Travail)
- Constantin Meunier, le « marteleur », bronze installé dans le hall d'honneur du bâtiment Gramme de l'Université du Travail  (50° 24′ 59″ N, 4° 26′ 48″ E)[20] ;
- Jef Lambeaux, deux lampodophores en bronze installés dans le hall d'honneur du bâtiment Gramme[20] ;
- Alphonse Darville, haut-relief placé à gauche de la tour La Vigie hennuyère de l'Université du Travail Paul Pastur (50° 25′ 04″ N, 4° 27′ 00″ E), portant l'inscription « Ce qui frappe dans l'accomplissement des grands labeurs humains, c'est la ténacité, l'esprit de suite, l'inlassable patience qu'ils réclament. », 1960[21] ;
- Statue de Paul Pastur (50° 24′ 59″ N, 4° 26′ 47″ E), devant les bâtiments de l'Université du Travail, aujourd'hui ceux de l'ISIC et du BPS22, sur le boulevard Solvay ;
- Jean-Marie Mathot, Sans titre (50° 25′ 01″ N, 4° 26′ 51″ E)
Sculpture en acier Corten[22], anciennement sur le boulevard Roulier, enlevé lors des travaux d'aménagement du boulevard ;
- Robert Michiels, « Mercure » (50° 25′ 06″ N, 4° 26′ 59″ E)
Sculpture en métal réalisée en 1978. Anciennement installée devant le bâtiment Mercure plus bas dans la rue de la Broucheterre, la statue fut déplacée vers son emplacement actuel devant La cité juvénile après la démolition du bâtiment Mercure.

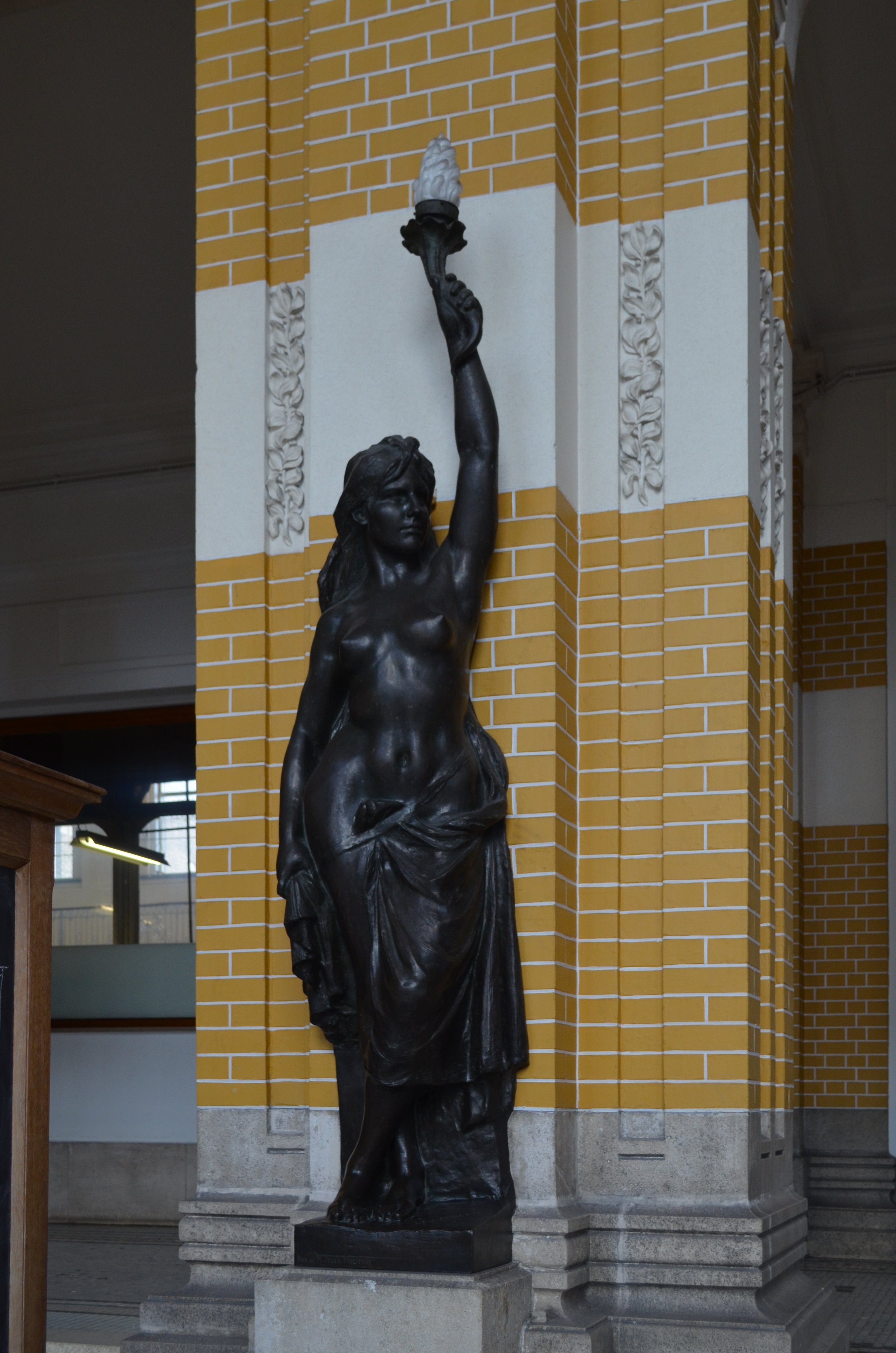
Jef Lambeaux, lampodophore.
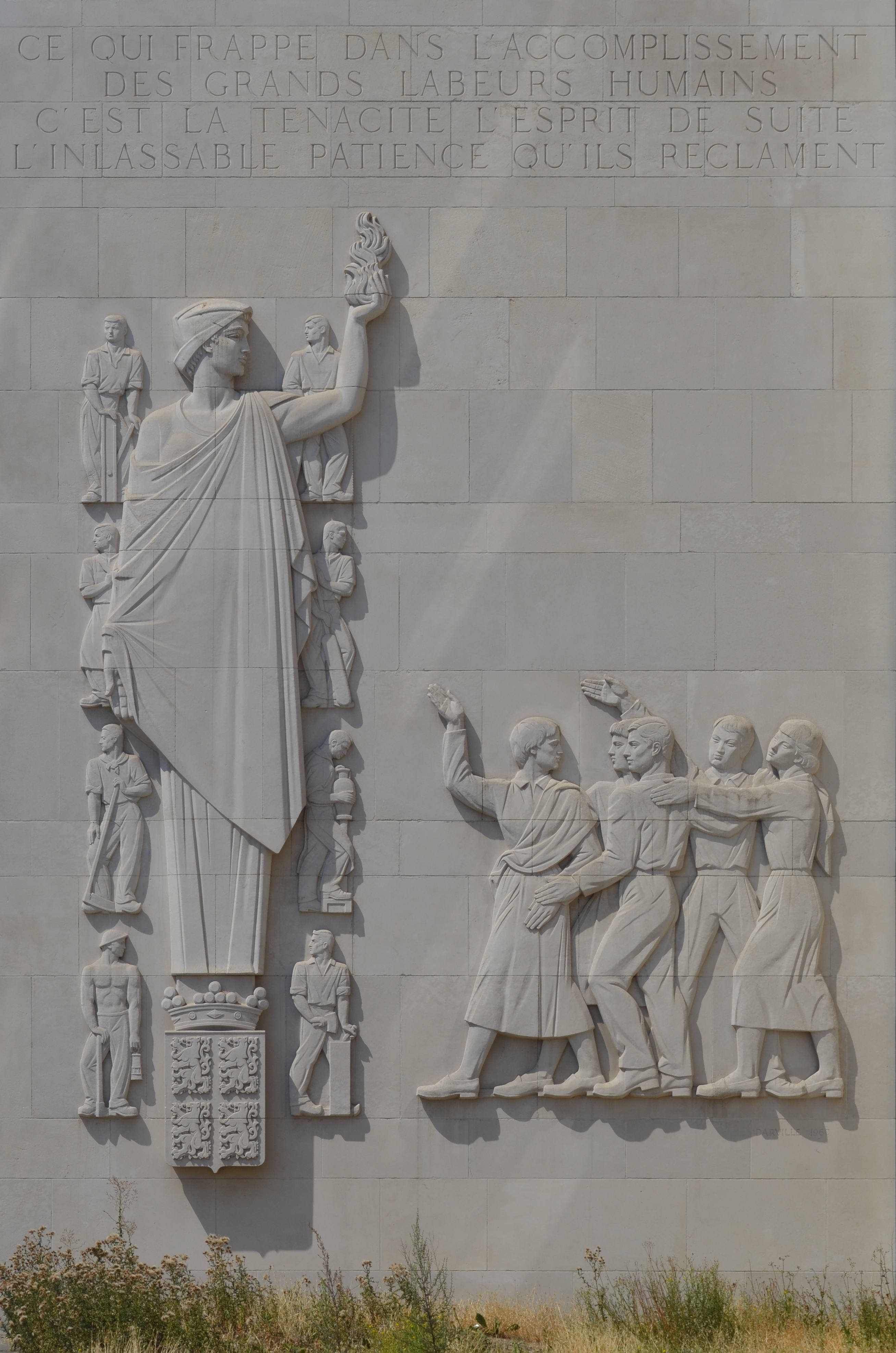
Alphonse Darville, haut-relief.
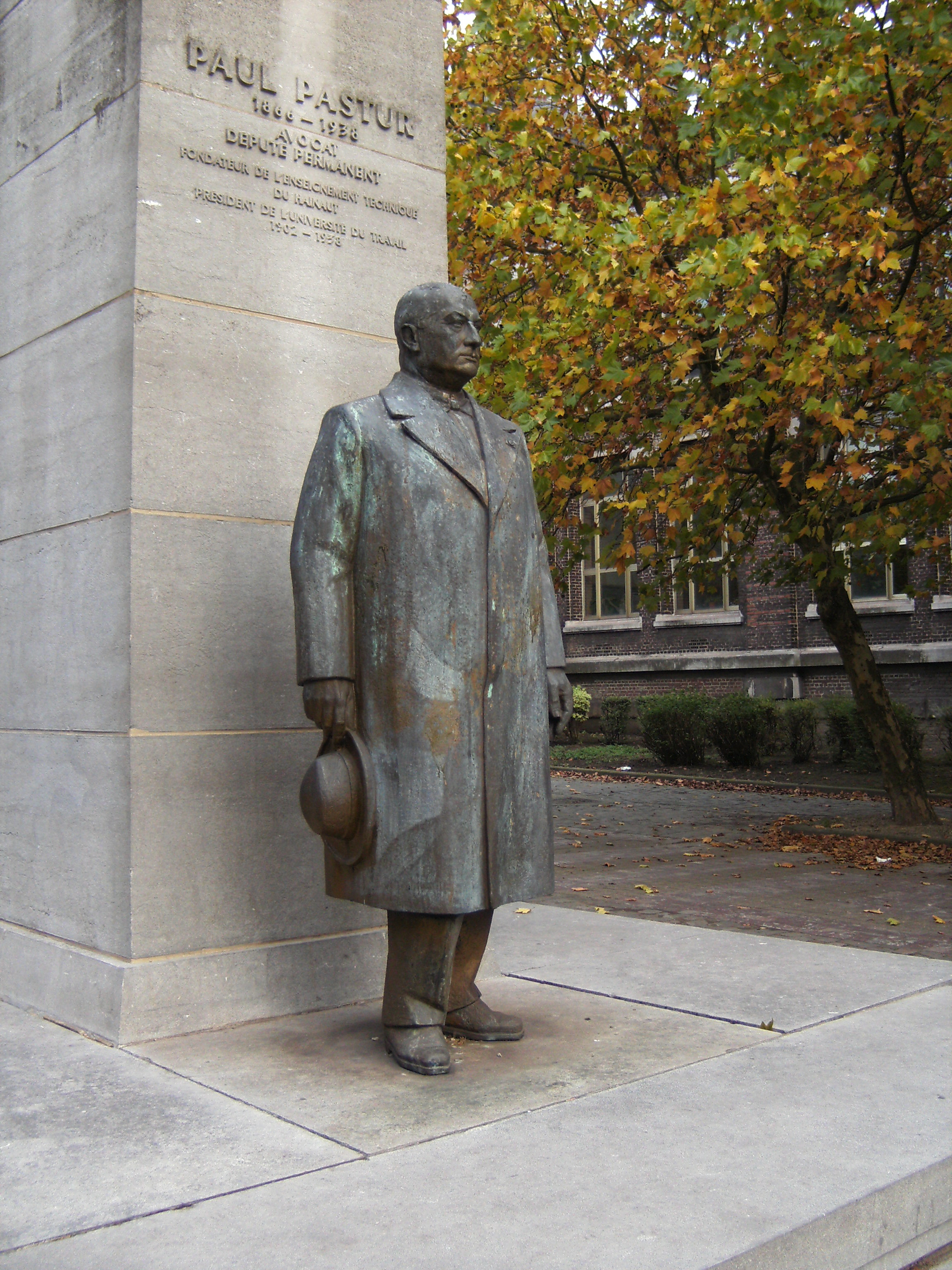
Alphonse Darville, Paul Pastur.
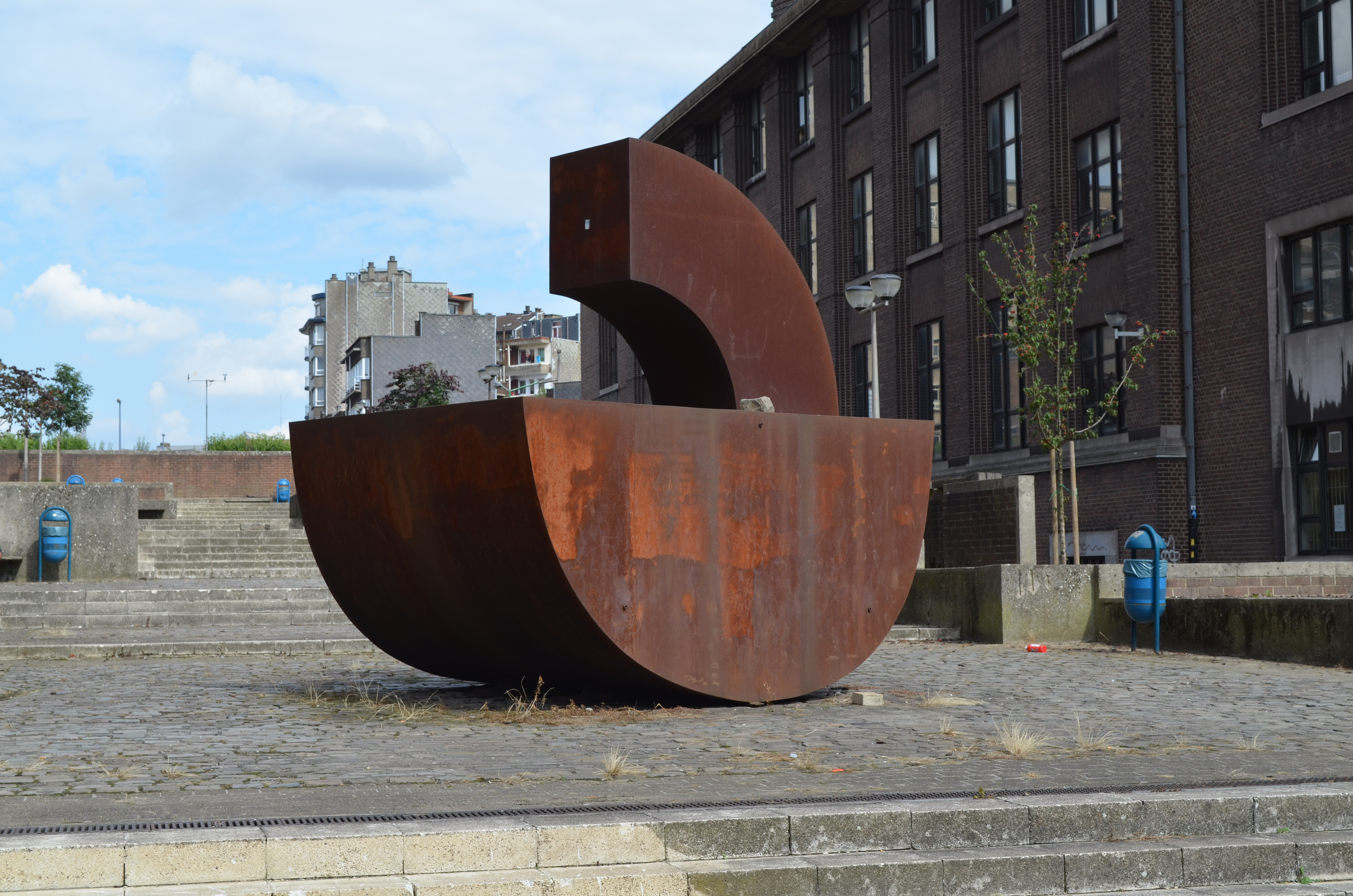
Jean-Marie Mathot, sculpture en acier Corten.
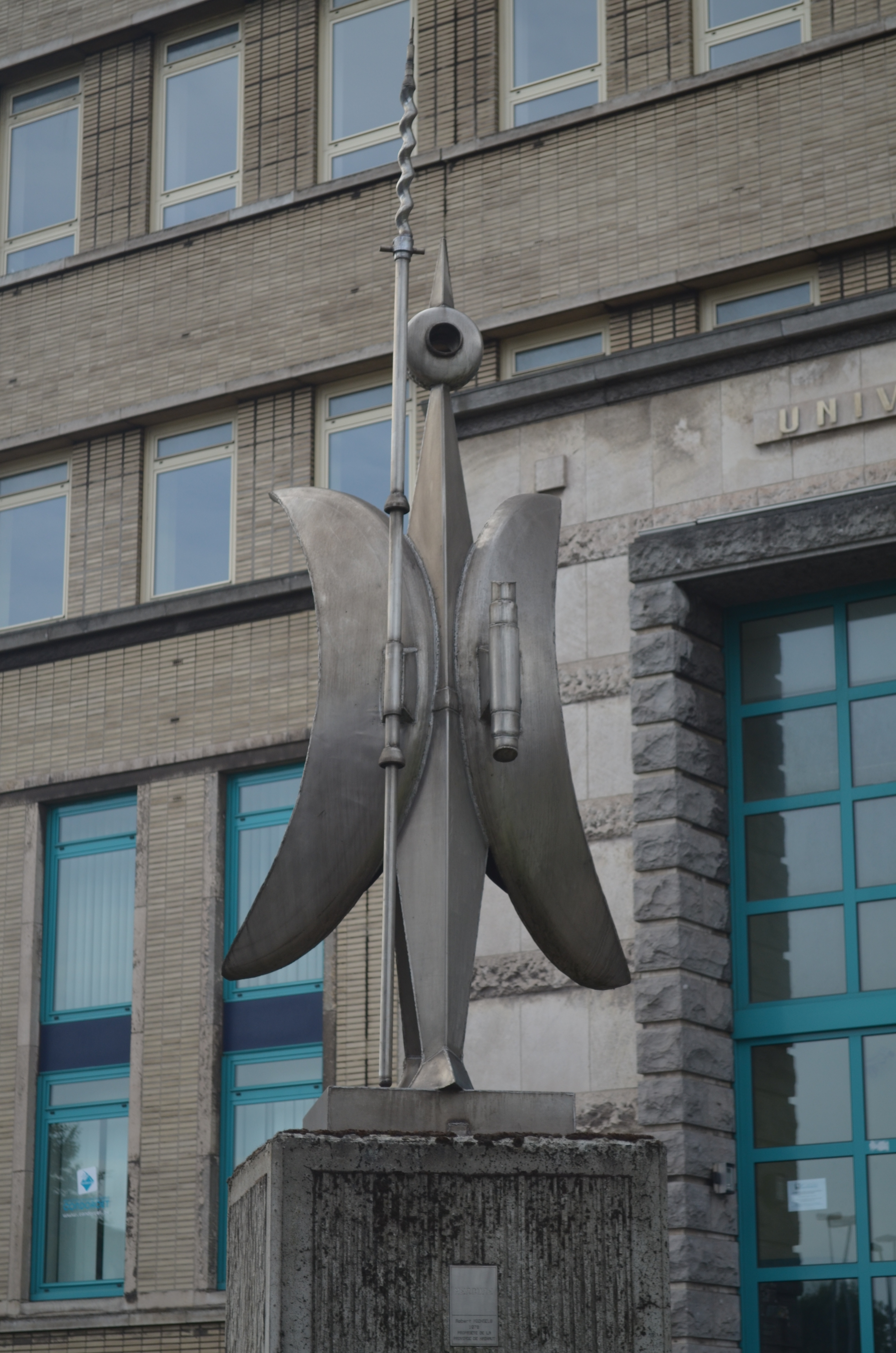
Robert Michiels, « Mercure »

### Asphalte, art urbain
Les fresques réalisées dans le cadre de la deuxième édition de la biennale d'art urbain Asphalte en 2014, initialement prévues comme œuvres éphémères, n'ont pas disparu du paysage. Les peintures pourront durer jusqu'à quinze ans si personnes n'y touche.
- Todd James (d) - boulevard Solvay (50° 24′ 56″ N, 4° 26′ 42″ E) ;
- Maya Hayuk (en) - Géode de Charleroi Expo, rue de l'Ancre, 12 (50° 24′ 51″ N, 4° 26′ 29″ E) ;
- Stephen Powers (en) - façade de Charleroi Expo, rue de l'Ancre, 2 (50° 24′ 50″ N, 4° 26′ 23″ E) ;
- Hell'O Monsters - rue de Marchienne (4° 26′ 22″ N, 50° 24′ 28″ E) ;
- Sozyone Gonzalez (nl) - rue de Marchienne (50° 24′ 28″ N, 4° 26′ 19″ E) ;
- Sixe Paredes - rue Tumelaire, 21 (50° 24′ 37″ N, 4° 26′ 53″ E) ;
- Boris Tellegen - parc Jacques Depelsenaire (50° 24′ 43″ N, 4° 27′ 02″ E) ;
- HuskMitNavn (da) - boulevard Jansson, 61 (50° 24′ 47″ N, 4° 26′ 58″ E) ;

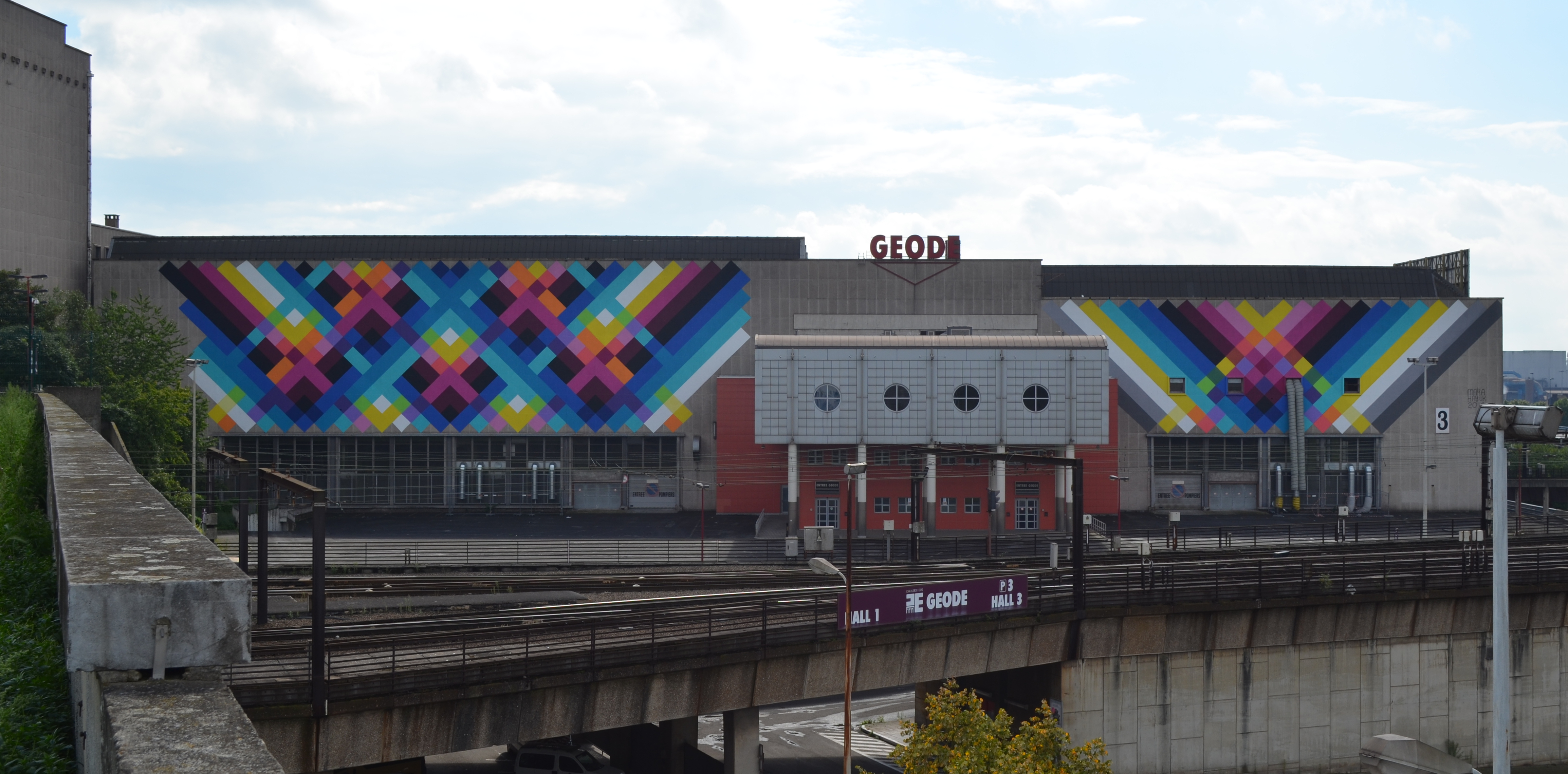
Maya Hayuk .
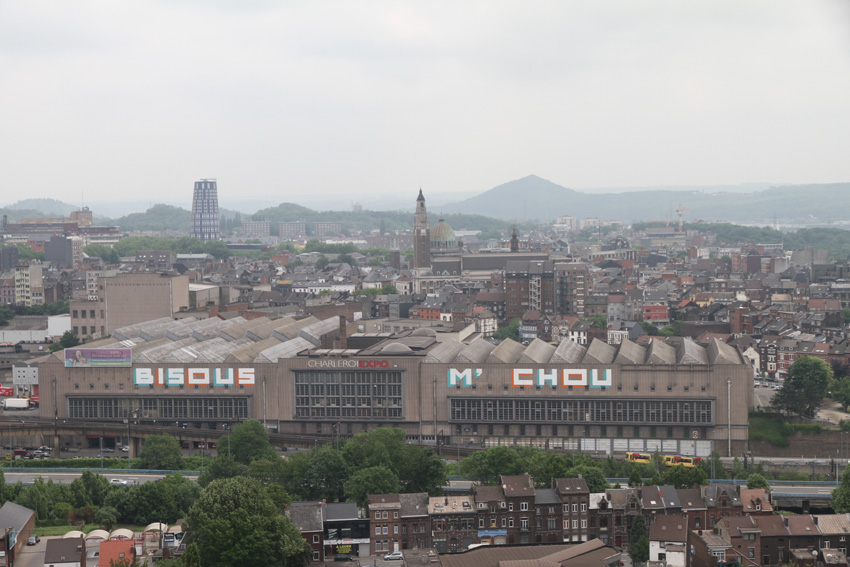
Bisous m'chou (Stephen Powers), l'œuvre emblématique d'Asphalte 2014.
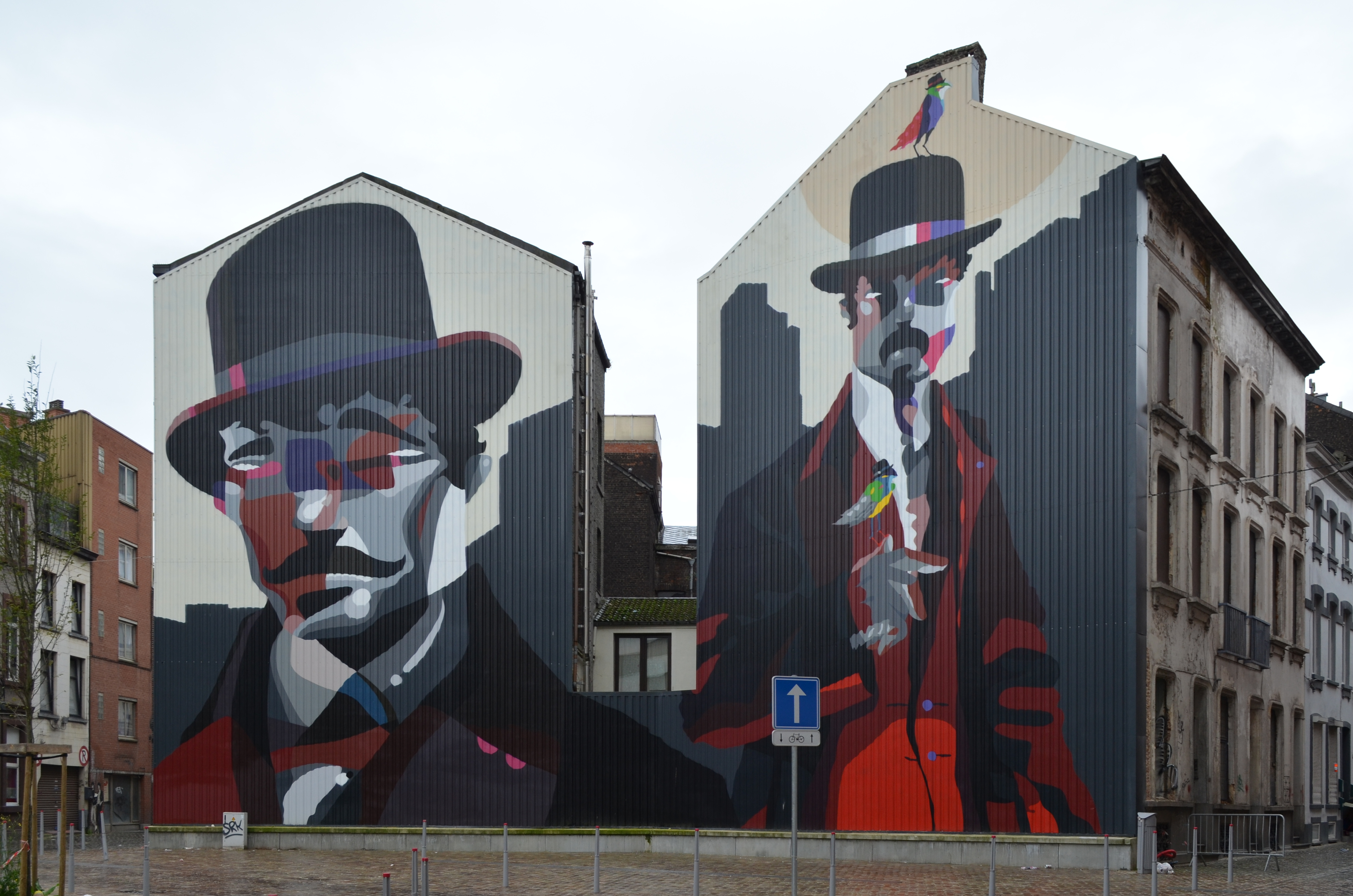
Sozyone Gonzalez.
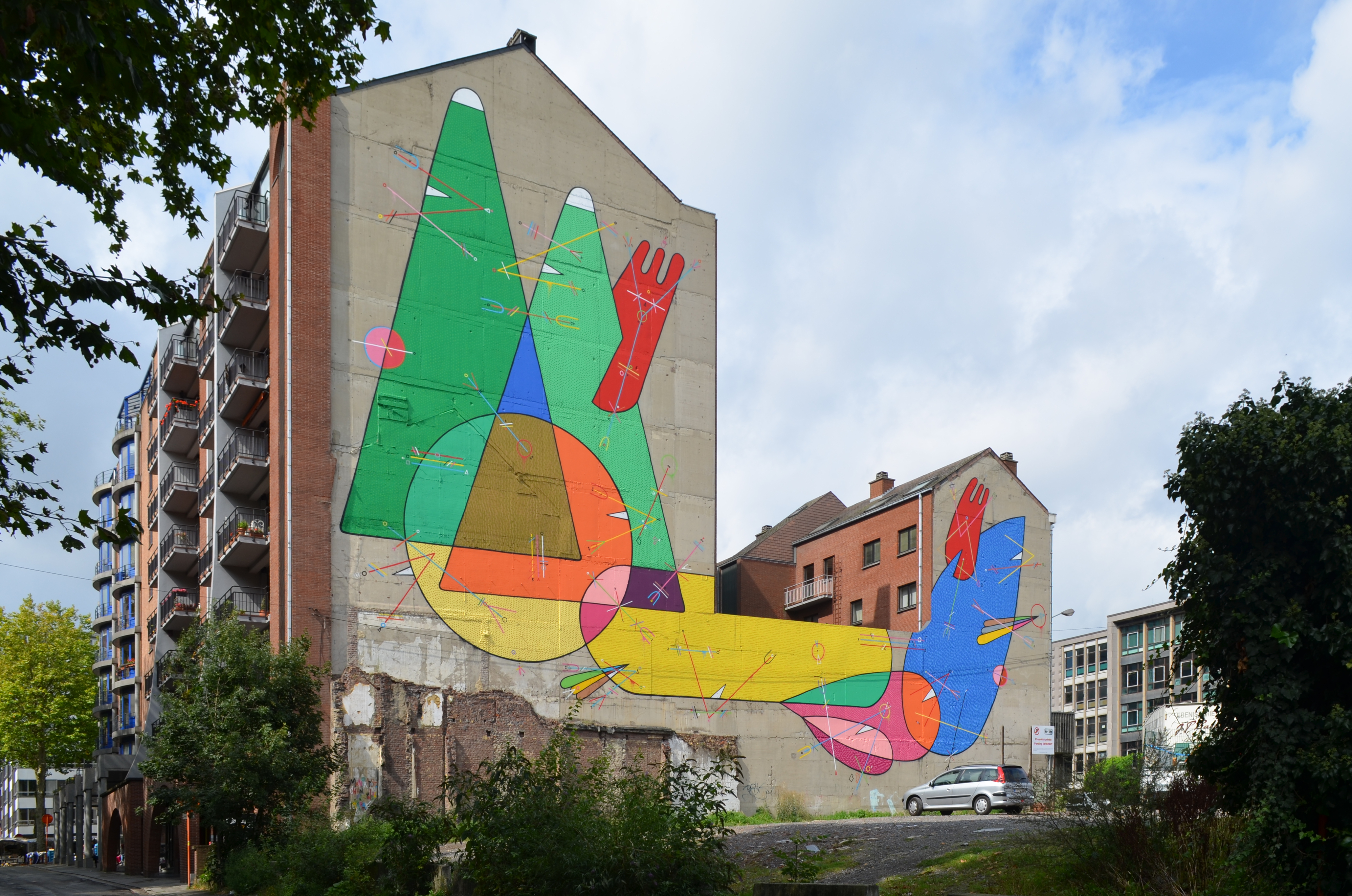
Sixe Paredes.
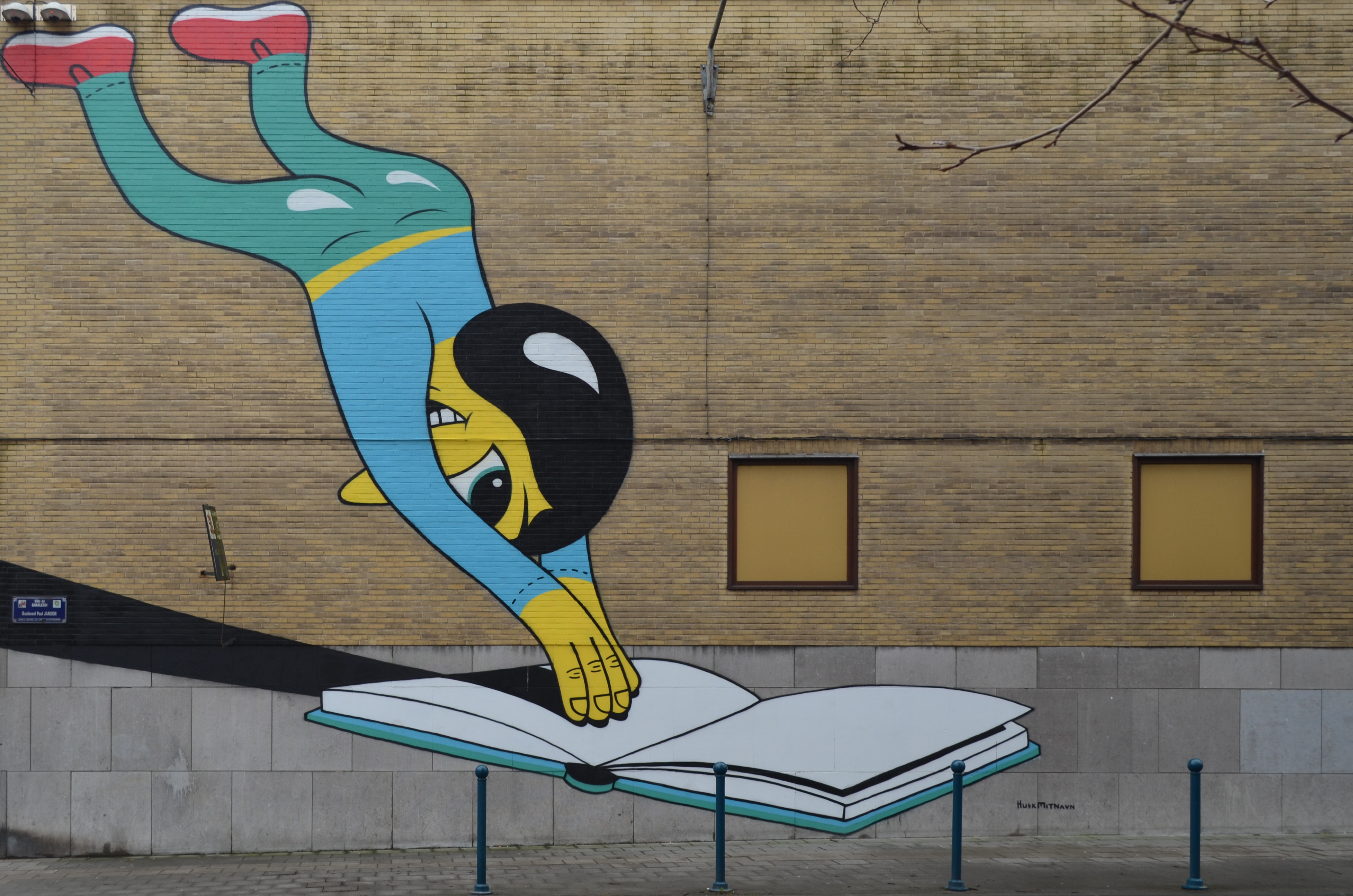
Huskmitnavn.

### Anciennes œuvres ou déplacées
- Gustave Camus, titre inconnu (1962)
Fresque de 6 mètres sur 3 représentant sept personnes à l'avant, la ville de Charleroi dans son aspect industriel à l'arrière, installée dans l'ancien bâtiment de la RTBF, passage de la Bourse, à la ville basse[24] ;
- Alphonse Darville, « L'Espérance », sculpture datant de 1968, anciennement placée boulevard Paul Janson, devant l'ancien hôpital civil (50° 24′ 47″ N, 4° 27′ 02″ E), elle se trouve maintenant à la maison de repos Docteur J. Hustin, rue de l'Hôpital, 9 à Marchienne-au-Pont[25].